# Référendum en France
En France, le référendum existe depuis la Révolution. Procédé de démocratie semi-directe, c'est un vote individuel permettant aux citoyens français de décider ou de donner leur avis collectivement.
Selon la Constitution de 1958, un référendum peut être organisé dans plusieurs situations : le vote d'une loi, la révision constitutionnelle, ou l'entrée d'un État dans l'Union européenne. Dans ces deux derniers cas, il peut être remplacé par un vote du Parlement réuni en Congrès. Selon ladite constitution ou en vertu d'autres textes, une consultation ou référendum local peut être organisé, notamment sur des questions portant sur le statut d'une collectivité territoriale ou sur un acte de leur compétence, ou sur les grands projets d'aménagement de l'État. La dernière utilisation du référendum au niveau national remonte à 2005.

## Définition du concept
Le référendum est une procédure se réclamant des idéaux démocratiques, par laquelle « le corps des citoyens est appelé à exprimer, par une votation populaire, son avis ou sa volonté à l'égard d'une mesure qu'une autre autorité a prise ou envisage de prendre », et qui ne sera suivie d'effet ou adoptée qu'en cas de réponse positive ; le référendum n'appelle donc qu'à deux réponses possibles : oui (adoption) ou non (rejet). En France il s'agit d'une adoption à la majorité, absolue de facto. La prise en compte du vote blanc, qui impliquerait corrélativement, pour qu'elle ait une quelconque utilité, de retenir une majorité « qualifiée » (l'exigence d'une adoption atteignant un certain pourcentage des votants), n'est actuellement pas possible.
Le terme « référendum » n'apparaît quasiment pas dans les constitutions françaises avant 1958. Il est remplacé par des périphrases telles que « consultation » ou « appel au peuple ». Seul l'article 3 de la constitution du 27 octobre 1946 reconnaît au peuple le droit au référendum. Au XXIe siècle, il semble qu'il faille distinguer le référendum qui a un caractère décisionnel, de la consultation qui n'émet qu'un avis, mais dans la littérature juridique on utilise aussi sans formalisme les expressions « référendum consultatif » et « consultation référendaire », suivant que l'on s'attache à la technique ou au symbole politique et tous ces termes répondent à la définition générique énoncée précédemment. Toutefois, la jurisprudence du Conseil d'État distingue clairement les référendums nationaux par lesquels le peuple français exerce sa souveraineté (articles 11, 89 et 88-5), soumis au seul contrôle du Conseil constitutionnel, des autres consultations référendaires,.
La technique du référendum se veut conforme au principe démocratique dont se réclame le régime républicain mis en place par la Constitution de 1958 :
- Art. 2 al. 5. - « (Le) principe (de la République) est : gouvernement du peuple, par le peuple et pour le peuple ».

Le recours au référendum au niveau national tempère la souveraineté nationale prévue par la dite constitution, qui mélange donc ici des procédés de démocratie directe et de démocratie représentative :
- Art. 3 al. 1. - « La souveraineté nationale appartient au peuple qui l'exerce par ses représentants et par la voie du référendum… ».

Cependant, les modalités restrictives de mise en œuvre des différents référendums et consultations prévus par la constitution actuelle (infra) en font, en France comme dans beaucoup de pays, un procédé de démocratie semi-directe.

## L'histoire du référendum en France

### L'impasse de l'opportunité révolutionnaire
Le référendum est marqué du sceau révolutionnaire. Jérôme Pétion de Villeneuve et Jean-Baptiste Salle sont les premiers à introduire la notion dans le débat français, à l’occasion de discussions sur le veto royal en 1789 ; Jérôme Pétion de Villeneuve appelle ainsi à ce que « la sanction des lois puisse être confiée au peuple »,.
Le projet de constitution girondine de 1793 prévoyait déjà une censure populaire sur les actes parlementaires. Cela ne fut finalement pas retenu. Dans les faits, le référendum est inventé la même année en France pour l'adoption de la Constitution du 6 messidor an I (jacobine). Cette singulière constitution, inspirée des écrits de Jean-Jacques Rousseau, prévoyait aussi de généraliser le référendum pour l'adoption des lois qui, envoyées aux communes, se devaient d'obtenir l'aval du peuple, réuni en assemblées primaires, si un dixième d'entre elles, dans au moins la moitié des départements (plus un), le réclamait de par ses objections à la loi proposée (articles 58 à 60). On parla même de « veto populaire ». En matière constitutionnelle, le corps électoral disposait également d'un droit d'initiative si un dixième des assemblées primaires décidait d'une révision au niveau national. La constitution elle-même fut adoptée par référendum de juillet à août 1793, bien que l'on puisse émettre des réserves quant au caractère démocratique de ce dernier. Cette constitution ne sera jamais appliquée.

### L'impact de l'usage plébiscitaire sous le Premier et Second Empire

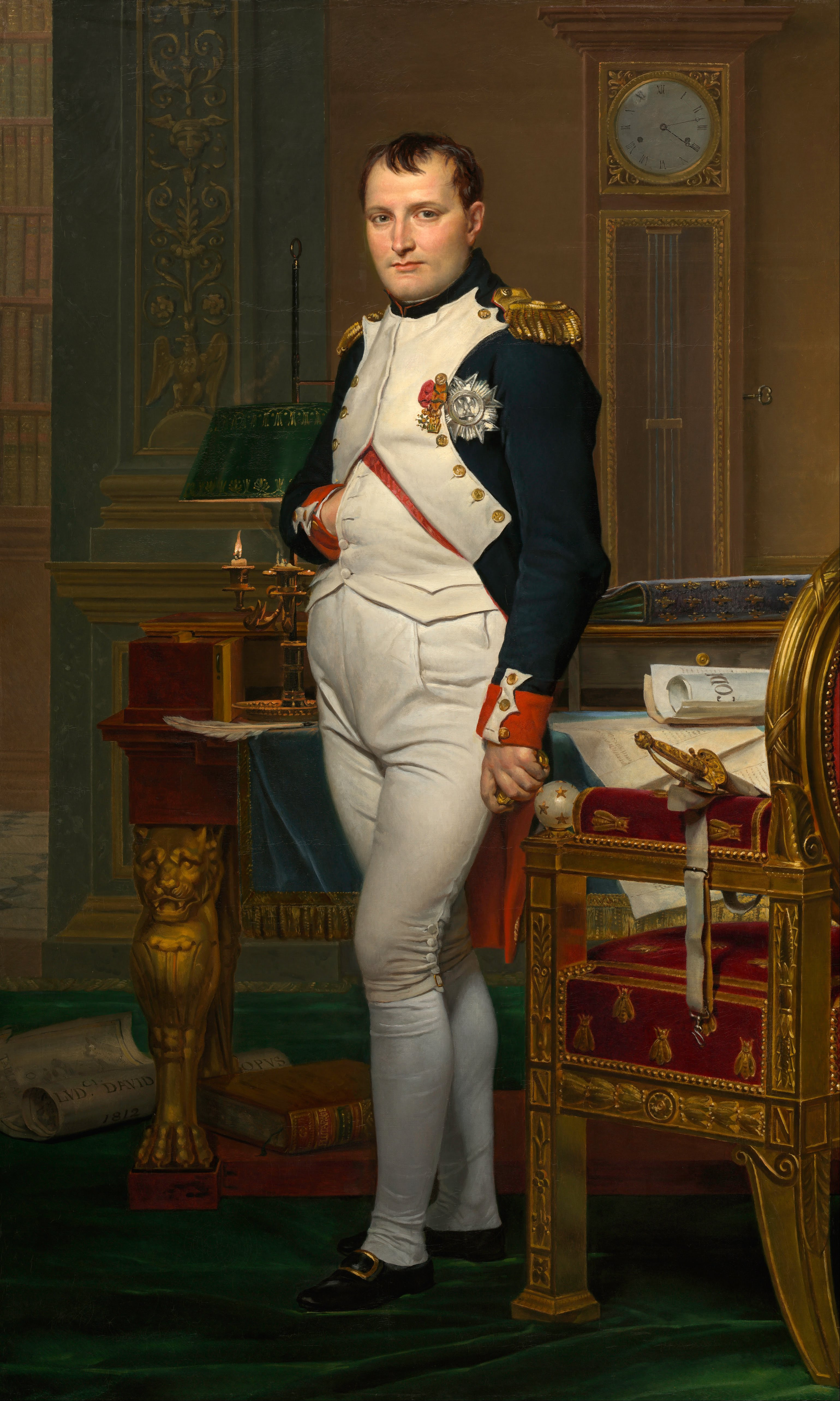
Napoléon Ier et son neveu Napoléon III excellèrent à instrumentaliser le plébiscite.

Par la suite, les élites dirigeantes vont se méfier du peuple : les idées de Sieyès en faveur de la souveraineté nationale et d'une démocratie représentative prévalent sur la souveraineté populaire et la participation directe du peuple, en dehors de l'élection. Cependant, Napoléon Ier comprit trop bien[réf. nécessaire] le parti qu'il pouvait tirer de l'appel direct au peuple, tout en le domestiquant, et la longue période qui suit va discréditer le procédé. Sous les régimes impériaux le référendum devient un plébiscite, instrument de l'accession au pouvoir de Bonaparte qui, aidé d'une administration zélée et omniprésente, obtient ainsi en 1800 le Consulat après son coup d'État du 18 Brumaire, puis le Consulat à vie, puis sa transformation en Empire, qu'il obtient de prolonger encore sous une forme tempérée lors des Cent-Jours ; tout pareillement pour Napoléon III qui fait entériner ainsi son coup d'État de 1851, puis le rétablissement de l'Empire où apparaît clairement constitutionnalisée la technique plébiscitaire, avant de faire ratifier une relative libéralisation du régime à la veille de la guerre de 1870.

### Troisième République
Ceci explique que sous la IIIe République, le référendum passe pour être l'instrument du despotisme et que la constitution de la IVe République l'ignore quasiment, en tout cas, en marginalise l'usage hypothétique, seulement en matière constitutionnelle et à titre subsidiaire. Pourtant, un double mouvement de gauche et de droite s'est développé en faveur de la pratique référendaire au début de la IIIe République. À gauche, par exemple les socialistes Édouard Vaillant et Jean Allemane prolongent les idées rousseauistes de 1793 en défendant ce qu'ils nomment la « législation directe » ; à droite, le mouvement plébiscitaire, un temps uni dans le boulangisme, défend « l'appel au peuple », c'est-à-dire l'approbation populaire directe des lois, ce que défend par exemple Paul Déroulède qui souhaite remplacer la République parlementaire par une République plébiscitaire. Le 29 novembre 1895, au nom du petit groupe nationaliste de la Chambre des députés, l'ancien boulangiste André Castelin prend soin de différencier sa conception républicaine du référendum de la pratique bonapartiste du plébiscite défendue lors de la même séance par Cuneo d'Ornano, mais cette distinction ne convainc pas les parlementaires. Le discrédit de la procédure référendaire est d'ailleurs plutôt renforcé par la crise boulangiste – bien que ce soit le général Boulanger qui le premier ait utilisé le mot de « référendum » ; jusque-là on employait le terme « plébiscite ».
C'est que le traumatisme consécutif à la pratique impériale était encore vif et le débat doctrinaire n'était pas encore éteint. Si le jurisconsulte Édouard Laboulaye défendait de manière isolée le référendum au moment de l'instauration de la IIIe République, l'ensemble de la doctrine considérait plutôt qu'il était incompatible avec le régime parlementaire, jusqu'à ce que Carré de Malberg ne soutienne brillamment une position inverse en 1931. Mais la majorité de la classe politique demeura méfiante jusqu'au bout.
Le référendum municipal trouva des défenseurs plus nombreux. Dès la fin des années 1880, des municipalités organisaient des référendums sur des questions d'intérêt local. Le premier du genre eut lieu à Cluny en 1888. La ville souhaitait accueillir un bataillon d'infanterie, mais la construction d'un casernement nécessitait de recourir à l'emprunt, en contradiction avec un engagement électoral antérieur du conseil municipal : les électeurs furent appelés à choisir. Le bon déroulement de l'opération incita d'autres municipalités à emprunter une voie qui s'avérait un moyen simple et rapide de trancher des problèmes de gestion délicats. Devant le phénomène, le ministre de l'Intérieur réagit en engageant les préfets, par une « circulaire confidentielle », à prononcer la nullité des actes municipaux fondés sur le recours au référendum. Les consultations de ce type s'en trouvèrent réduites à n'avoir plus qu'une valeur indicative. Leur essor en fut ralenti. Leur pratique se poursuivit pourtant pendant une dizaine d'années. Le référendum proprement politique continua, quant à lui, à faire l'objet de fortes résistances, parmi les républicains puis progressivement à leur gauche.

### L'empreinte du général de Gaulle

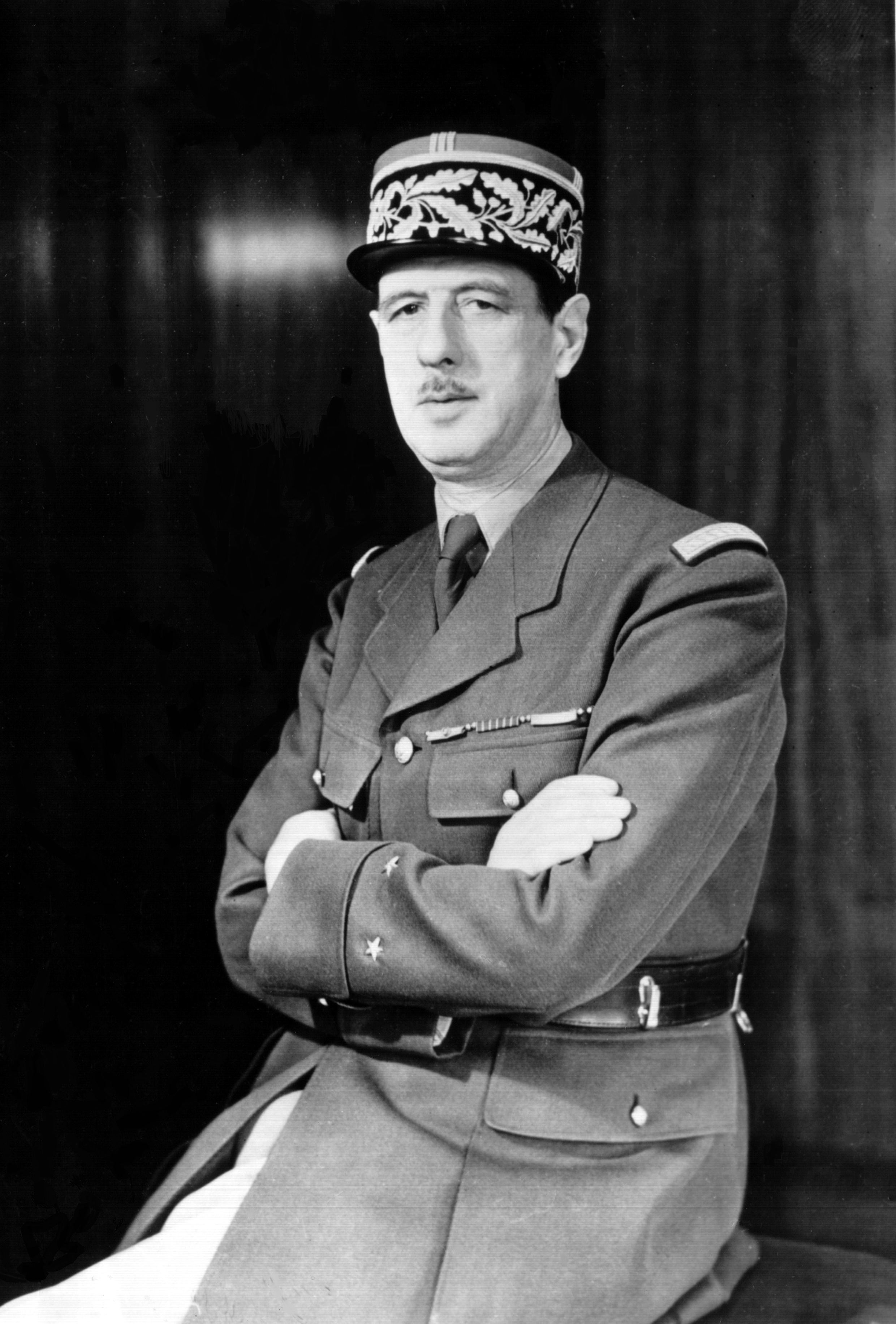
Le général de Gaulle utilise le référendum dès 1945 à la Libération et lui imprime sa marque sous la Ve République pour tempérer la démocratie représentative.

Pourtant, le général de Gaulle en réintroduit l'usage dès la Libération en 1945 pour entériner la fin de la IIIe République, puis donner au pays un régime provisoire. En outre, par deux fois également les Français eurent ensuite en 1946 à se prononcer sur le projet constitutionnel d'où allait naître la IVe République. Cela leur permit de s'émanciper du passé en votant « non » la première fois. Mais le référendum n'était pas encore dans les mœurs politiques et il faudra attendre le retour au pouvoir du général de Gaulle en 1958 pour qu'il s'impose, à la fois pour ratifier la nouvelle constitution et dans la constitution elle-même dont il constitue l'une des innovations majeures. En effet, dans la rédaction initiale de la constitution de la Ve République, on le trouve érigé en principe, comme l'un des moyens d'exercer la souveraineté (article 3) et, simultanément, couvrant trois domaines : législatif (article 11), constituant (article 89) et l'autodétermination (articles 53 et 86).
En même temps il concentre les critiques des opposants à la Ve République qui y voient la confirmation de l'instauration d'un régime autoritaire. Dans un contexte pourtant nettement plus démocratique que sous l'Empire, la pratique fortement teintée de plébiscite qu'en fera de Gaulle réalimentera néanmoins les fortes réticences à l'égard de la technique référendaire. Sans compter l'usage, jugé par certains inconstitutionnel, qu'il fera de l'article 11 en 1962 et 1969 (Cf. infra), qui suscitera un vif débat et la constitution d'un « cartel des non »; le président du Sénat parlant même de « forfaiture ». On sait d'ailleurs que de Gaulle envisageait le référendum, autant comme un substitut à la dissolution pour arbitrer un éventuel désaccord avec le Parlement, que comme un moyen de ressourcer sa légitimité personnelle. Pour les quatre référendums sous sa présidence, le résultat fut variable : les deux premiers étant adoptés avec, selon Alain Peyrefitte, des « scores staliniens », le référendum sur le suffrage universel déçoit car, avec 62,25 % de Oui pour une participation de 76,97 %, il ne rassemble que 47 % des inscrits qui votèrent son approbation, et le référendum de 1969 fut un échec. Ce dernier vote fut considéré comme ayant son enjeu biaisé, les électeurs étant déterminés par le départ ou maintien du général.
Il n'est donc pas étonnant de constater que les référendums qui suivent semblent montrer qu'en France, le procédé reste marqué par cette empreinte plébiscitaire que l'on continue de retrouver a contrario dans les motivations des électeurs même si, contrairement à de Gaulle, aucun de ses successeurs n'a ouvertement posé la question de confiance. C'est la première des raisons expliquant que l'usage du référendum dans la période récente soit apparu politiquement aléatoire, le référendum donnant une occasion au vote contestataire de s'exprimer, au risque de l'échec (comme cela faillit être le cas en 1992 et comme ce fut le cas en 2005). En outre, hors de cette dimension quasi culturelle, le référendum ne déclenche parfois qu'un intérêt mineur ne suscitant ainsi qu'une faible participation qui, faute de l'exigence d'un quorum, amoindrit la portée de son résultat (comme en 1972, considéré comme un échec pour Pompidou qui regretta l'opération et surtout en 1988).
L'universitaire Laurence Morel considère que le référendum d'initiative présidentielle « peut être vu comme le mécanisme central par lequel la Ve République naissante a parachevé une similarité frappante avec le modèle de « démocratie plébiscitaire » esquissé pour l'Allemagne par Max Weber dans ses écrits politiques de 1917-1919 ».

### Les perspectives et le bilan auXXIesiècle
Nonobstant les critiques dont ses modalités font l'objet, et malgré ses insuffisances (cf. infra), le référendum garde ses adeptes mais peine à être employé et à se rénover malgré les nombreuses réformes ou projets.
Le président Mitterrand qui l'a utilisé après une éclipse de 15 ans échoua dans sa tentative pour en élargir le champ et ne donnera pas suite aux propositions de la Commission Vedel de 1993, qu'il avait pourtant suscitées, après le succès mitigé du référendum de 1992.
Le président Chirac l'a fait partiellement en 1995 en élargissant le champ de l'article 11. Avant d'en être victime en 2005, il avait par ailleurs annoncé sa volonté de réactiver l'usage du référendum, ce qu'il fit par deux fois, y compris pour la première fois en matière constituante, selon la procédure prévue (art. 89 al. 2), en 2000. Sous son mandat, après un toilettage de la constitution en 1995, y compris en matière référendaire, deux autres réformes visant l'extension du domaine référendaire sont intervenues : l'une en 2003 qui instaure le référendum local (notamment l'article 72-1) ; l'autre en 2005 qui oblige à recourir au référendum pour ratifier toute nouvelle adhésion à l'Union européenne (article 88-5).

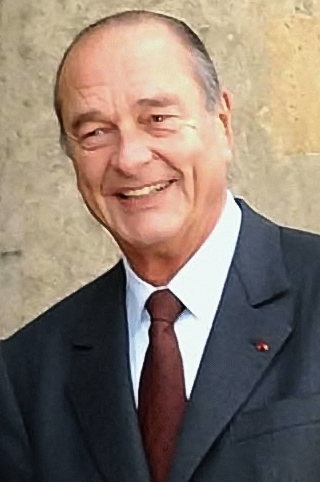
Favorable comme de Gaulle à l'usage du référendum, le président Chirac subit comme lui un échec, mais va aussi initier avec succès la procédure « normale » du référendum constituant pour la première fois

Enfin, plaidant pour une revalorisation du parlement et plutôt réservé à l'égard du référendum dont il a un mauvais souvenir (échec du référendum sur le statut de la Corse en 2003) et dont il ne fera pas usage lors de son mandat, le président Sarkozy opère, par la révision du 23 juillet 2008, quelques retouches : à l'article 88-5 avec la suppression de l'automaticité du référendum ; à l'article 11 avec un nouvel élargissement de son domaine et, surtout, l'introduction d'une initiative parlementaire pouvant être soutenue par le peuple. Cependant, s'il peut s'agir, dans ce dernier cas, d'une relative ouverture à l'opposition, il ne s'agit pas encore d'un référendum d'initiative populaire (cf. infra). Cela demeure une réforme en suspens, de même que, si les avancées de 2008 sont néanmoins conformes aux conclusions du Comité Balladur de 2007, l'autre souhait du comité que soit confortée l'effectivité du référendum constituant n'a pas été repris. Ce serait pourtant le seul moyen de pérenniser le droit au référendum, puisqu'à ce jour, rien n'empêche encore de le supprimer sans le consentement du peuple lors d'une révision parlementaire.
Le 27 janvier 2014, le président Hollande annonce qu'il consultera les français sur l'éventuel élargissement de l'Union européenne à la Turquie (non organisé) et annonce le 11 février 2016 un référendum local sur le projet d'aéroport Notre-Dame-des-Landes décidé par l’État ; il fait modifier le code de l'environnement à cet effet (infra). Ce dernier aura bien lieu sous le gouvernement de Manuel Valls, mais le gouvernement d'Édouard Philippe n'en tiendra pas compte (infra). C'est pourtant celui-ci qui annonce en décembre 2018 un débat sur le référendum d'initiative citoyenne, ce qui correspond à l'une des exigences fortes du mouvement des Gilets jaunes en faveur de la démocratie participative. Cette piste ne sera pas retenue par le président Macron lors de son intervention d'avril 2019 au profit de l'assouplissement de la procédure dite du référendum d'initiative partagée et d'un élargissement du champ référendaire de l'article 11 notamment aux questions de société; des mesures adoptées en conseil de ministres le 28 août 2019.
Bilan actuel : L'abandon de la pratique référendaire pour ressourcer la légitimité du président, l'abaissement du référendum au niveau local et l'appel de plus en plus pressant à l'initiative populaire peuvent sembler consacrer l'échec du référendum tel qu'il fut conçu initialement par de Gaulle. Au fil du temps, non seulement il n'est pas rare que son résultat soit contrarié par l'exécutif (infra) mais son emploi sporadique parait traduire plus une opportunité stratégique de l’exécutif que la conviction de ses vertus démocratiques, à l'image du président Sarkozy qui, après s'y être refusé, en promettait l'usage en cas de blocage des réformes, s'il était réélu (lors de la présidentielle de 2012),, tout comme son successeur, François Hollande ; ce dernier n'y voyant en outre que deux indications : les institutions et les transferts de souveraineté, (bien que les deux référendums qu'il a annoncés ensuite soient sortis de ce champ (supra)).
Reste que, en effet, c'est par le référendum qu'ont été acquises les deux réformes institutionnelles appelées à bouleverser le régime de la Ve République, l'une en 1962 pour modifier le mode d'élection du chef de l'État, l'autre en 2000 pour instaurer le quinquennat synchronisé. De même, la question de la souveraineté nationale était pendante lors de la participation périodique du peuple français à la décolonisation (1961, 1962, 1988) et à la construction européenne (1972, 1992 et 2005).
En revanche, sous cette même République, celles que l'on peut sans doute subjectivement considérer comme les deux grandes réformes qu'a connues la société française, sont restées en dehors du champ référendaire : l'abolition de la peine de mort (1981) et la décentralisation (1982, 2003-04, 2010 et 2014-15), à l'égal de beaucoup d'autres réformes faites hors du consentement populaire ou encore en gestation sans l'envisager : abaissement de la majorité civile à 18 ans (1974), relativisation du mariage traditionnel (1975 à 2013), réformes touchant le droit à la vie (1975, 1998 et 2005), abandon de la conscription et professionnalisation des armées (1996 à 2010), privatisations (1986 à 2005), moralisation de la vie politique (1988 à 2011), réformes touchant à la sécurité sociale et aux prestations sociales, à l'éducation nationale (1968 à 2007), développement de l'énergie nucléaire et choix énergétiques, politique migratoire, etc.
Ce constat pose la question récurrente de l'élargissement du domaine référendaire, notamment aux sujets de société, ainsi qu'à l'initiative populaire. Une autre piste ouverte par l’exécutif en 2019 pourrait être un référendum à choix multiples. En outre, certains commencent à penser à une consultation référendaire par Internet, voire à développer de véritables consultations populaires par le biais des nouvelles technologies comme les smartphones, comme cela est déjà proposé pour des élections professionnelles ou partisanes. Paradoxalement, la demande fréquente par une fraction de l'opinion qu'intervienne un référendum lorsqu'un projet de loi suscite le débat peut être jugée par certains comme n'étant « pas démocratique ». Par ailleurs certains pensent que le développement de la démocratie participative par internet condamne à terme la technique référendaire qui peut paraître « un peu fruste ».

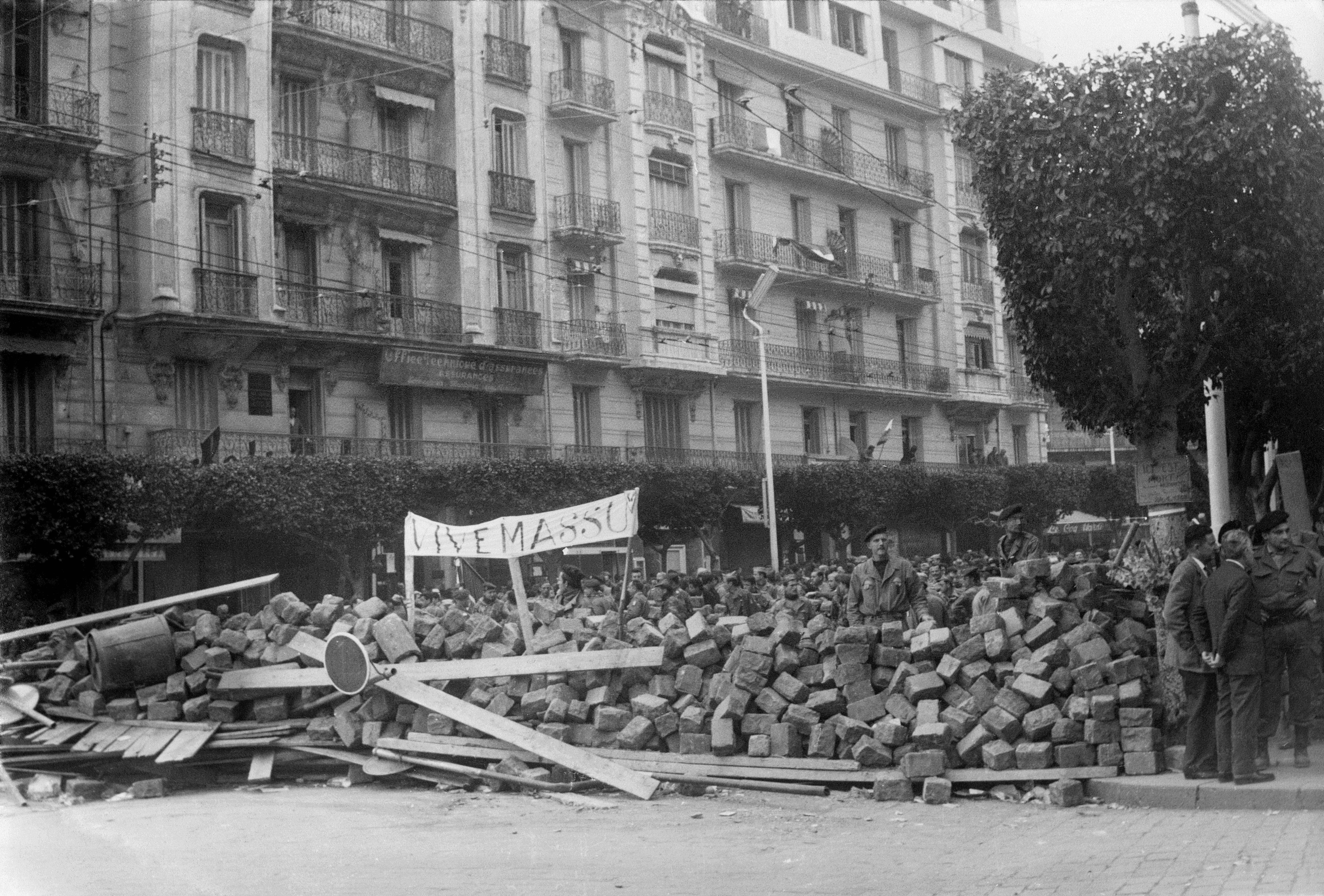
Au titre de l'article 11, les Français furent consultés deux fois par de Gaulle, en 1961 et 1962, sur l'accession à l'indépendance de l'Algérie pour mettre fin aux événements (ici les barricades d'Alger en 1960)

## Typologie des référendums sous laVeRépublique
La Constitution française du 4 octobre 1958 prévoit quatre cas principaux de référendum : deux visant un intérêt national, pour l'adoption d'un projet de loi (art. 11) et pour réviser la constitution (art. 89), un troisième visant l'intérêt local, pour soumettre à la décision des électeurs d'une collectivité territoriale un projet les concernant (art. 72-1 et autres) et un quatrième visant une question particulière d'intérêt européen (art. 88-5).
Exception faite de certaines consultations de portée locale, ces référendums ont valeur décisionnelle mais, en pratique, ils sont tous facultatifs (y compris, depuis 2008, pour la ratification d'une adhésion à l'Union Européenne). L'ensemble des dispositions du code électoral relatives à l'exercice du droit de vote s'applique aux consultations référendaires. Le contentieux est principalement du ressort du juge constitutionnel pour les référendums de portée nationale et de celui du juge administratif pour les autres.

### Les référendums d’intérêt national

#### Le référendum législatif (article 11)
Le déclenchement de l'article 11 figure au nombre des actes du président de la République dispensés du contreseing énumérés à l'article 19.

##### Initiative du référendum
- soit du président de la République, sur proposition du Gouvernement pendant la durée des sessions ou sur proposition conjointe des deux assemblées, publiées au Journal Officiel (art. 11 al. 1). Cependant, hors cohabitation, le président en décide souvent seul en pratique, la proposition a posteriori du Premier ministre, et de son Gouvernement, allant de soi.
- soit, depuis 2015, par un cinquième des membres du Parlement, soutenue par un dixième des électeurs inscrits sur les listes électorales (art. 11 al. 3), mais ce « référendum d’initiative partagée » n'a lieu que si, à la suite de cette initiative, le parlement n'examine pas la proposition au moins une fois par chacune des deux assemblées parlementaires dans un délai de six mois[36] (art. 11 al. 5). Le Conseil constitutionnel contrôle la mise en œuvre de ces dispositions (art. 11 al. 4) et la proposition de loi référendaire qui peut en résulter (art. 61 al. 1). À noter les suggestions de réformes en faveur de l'initiative populaire (Cf. infra).

##### Domaine référendaire
Selon l'alinéa 1, tout projet de loi portant sur :
- l'organisation des pouvoirs publics,
- les réformes relatives à la politique économique, sociale ou environnementale[N 26] de la nation et aux services publics qui y concourent,
- la ratification d'un traité qui, sans être contraire à la Constitution, aurait des incidences sur le fonctionnement des institutions (à distinguer de l'objet particulier de l'article 88-5)[N 27].

À noter également les suggestions de réformes en faveur de l'élargissement de ce domaine (cf. infra).

##### Débat parlementaire
Désormais dans toutes les hypothèses, dans chaque chambre. En outre, depuis la révision de 1995, le débat doit être précédé d'une déclaration du Gouvernement quand la proposition référendaire émane de lui, mais n'est pas suivi d'un vote (art. 11 al. 2). Toutefois, rien n'interdit de faire jouer l'article 49, notamment de déposer une motion de censure.

##### Adoption
En cas de victoire du oui, le président de la République promulgue la loi dans les quinze jours qui suivent la proclamation des résultats de la consultation, qu'il s'agisse d'un projet ou d'une proposition de loi (art. 11 al. 7).

##### Limites à la mise en œuvre du référendum législatif
- Impossible lors de l'intérim du président de la République, que ce soit pour cause de vacance ou d'empêchement (art. 7 al. 4).
- Le champ du projet ou de la proposition de loi référendaire (art. 11 al. 1 et 3) reste limitativement énuméré (cf. infra).
- Le projet de loi d'initiative gouvernementale ne peut souffrir d'aucun amendement parlementaire, ni d'aucun contrôle de constitutionnalité (cf. infra).
- En pratique aucune proposition référendaire d'origine parlementaire n'a pu voir le jour (malgré l'initiative du Sénat en 1984 et celle des députés d'opposition en 1985)[N 30]. L'hypothèse que le parlement se dessaisisse ainsi de ses prérogatives législatives était d'ailleurs jugée peu crédible jusqu'à la réforme de 2008 qui donne un levier à l'opposition.
- L'initiative référendaire résultant de la réforme de 2008 ne confère pas un veto législatif à l'opposition (art. 11 al. 3) ni une faculté de réinterroger le peuple avant deux ans en cas d'un premier rejet sur le même objet (art. 11 al. 6)

#### Le référendum constituant (article 89)
Le référendum constituant ne peut intervenir qu'en conclusion d'une procédure de révision constitutionnelle dont il est dépendant juridiquement (en droit) et politiquement (en fait). Il est défini dans l'article 89 de la Constitution.
- Initiative de la révision (distincte de celle du référendum) : Concurremment au président de la République sur proposition du Premier ministre et aux membres du Parlement (art. 89 al. 1). L'initiative présidentielle souffre, en outre, des mêmes remarques que pour l'article 11. A contrario, un Premier ministre de cohabitation pourrait s'appuyer sur l'initiative parlementaire pour forcer le président à décider d'une révision, même si l'incertitude demeure quant à la conclusion de la procédure[N 31].
- Procédure de droit commun prévoyant la ratification par référendum : Le projet ou la proposition de révision doit être voté par les deux assemblées en termes identiques (petite loi)[N 32]. La révision est définitive après avoir été approuvée par référendum (art. 89 al. 2). Cependant, la tenue d'un référendum résulte ensuite d'un décret du président de la République (compétence théoriquement liée).
- Déclenchement du référendum : Par le président de la République seul qui en décide par décret (mais l'acte doit être contresigné). En pratique, cela confère au président un droit d'option entre cette ratification référendaire de droit commun et la procédure subsidiaire par le Congrès, du moins lorsque l'initiative est gouvernementale (toujours le cas jusqu'ici). Elle lui offre aussi la faculté de s'abstenir de prendre le décret voulu[N 33]. Qu'en serait-il lorsque l'initiative parlementaire rend le référendum obligatoire[N 34] ?
- Procédure subsidiaire de ratification par le Congrès : (art. 89 al. 3, pour mémoire).
- Limites au référendum constituant et au droit référendaire :
  - Pour mémoire, les impossibilités concernant le droit à révision lui-même prévues aux articles 7 al. 11, 89 al. 4 et 89 al. 5.
  - L'usage restreint du référendum (en pratique). Bien que le référendum soit le mode normal de ratification, l'alternative d'une ratification par le Congrès, prévue subsidiairement au 3° alinéa, est devenue la règle en pratique (sauf en 2000). Théoriquement cela rend possible de supprimer de la Constitution en la révisant, sans le consentement du peuple, tout ou partie des possibilités référendaires qui lui sont facultativement offertes pour le moment. Tout le droit au référendum tient à cela. Par ailleurs, bien que la constitution soit muette à ce propos, on avance couramment que le droit d'option que détient le président se justifierait en pratique par le fait que des révisions techniques ne nécessiteraient pas le recours au peuple. Cependant, aucun critère ni contrôle n'existent pour apprécier cette distinction qui, outre qu'elle ne figure pas dans la constitution, ne lie aucunement le président de la République.
  - En outre, le refus du président de soumettre un projet de révision adopté (« petite loi ») à toute ratification est possible en pratique (six exemples en 1973, 1974, 1998, 1999, 2012 et 2016), ce qui paralyse du même coup l'hypothèse d'un référendum de ratification.

### Les référendums d’intérêt local
Selon l'universitaire Marion Paoletti, « l’ensemble du droit référendaire local français confère une place étonnement minorée aux citoyen.nes, sans commune mesure avec de nombreux autres pays. Le référendum local français doit s’entendre principalement comme un référendum municipal plébiscitaire, quasi inemployé. La pratique est très minoritaire, surtout ramenée au nombre de collectivités locales. Les dernières statistiques font état de 233 consultations communales pour la période 1995-2009. La faiblesse de l’initiative populaire en France est structurelle : sur les 213 votes communaux non-électifs qu’analyse Christophe Premat entre 1995 et 2004, seuls dix d’entre eux provenaient d’une initiative populaire. Parmi ces dix cas, un référendum a été annulé et six rejetés par le Conseil municipal ».

#### Le référendum d'initiative locale (article 72-1)

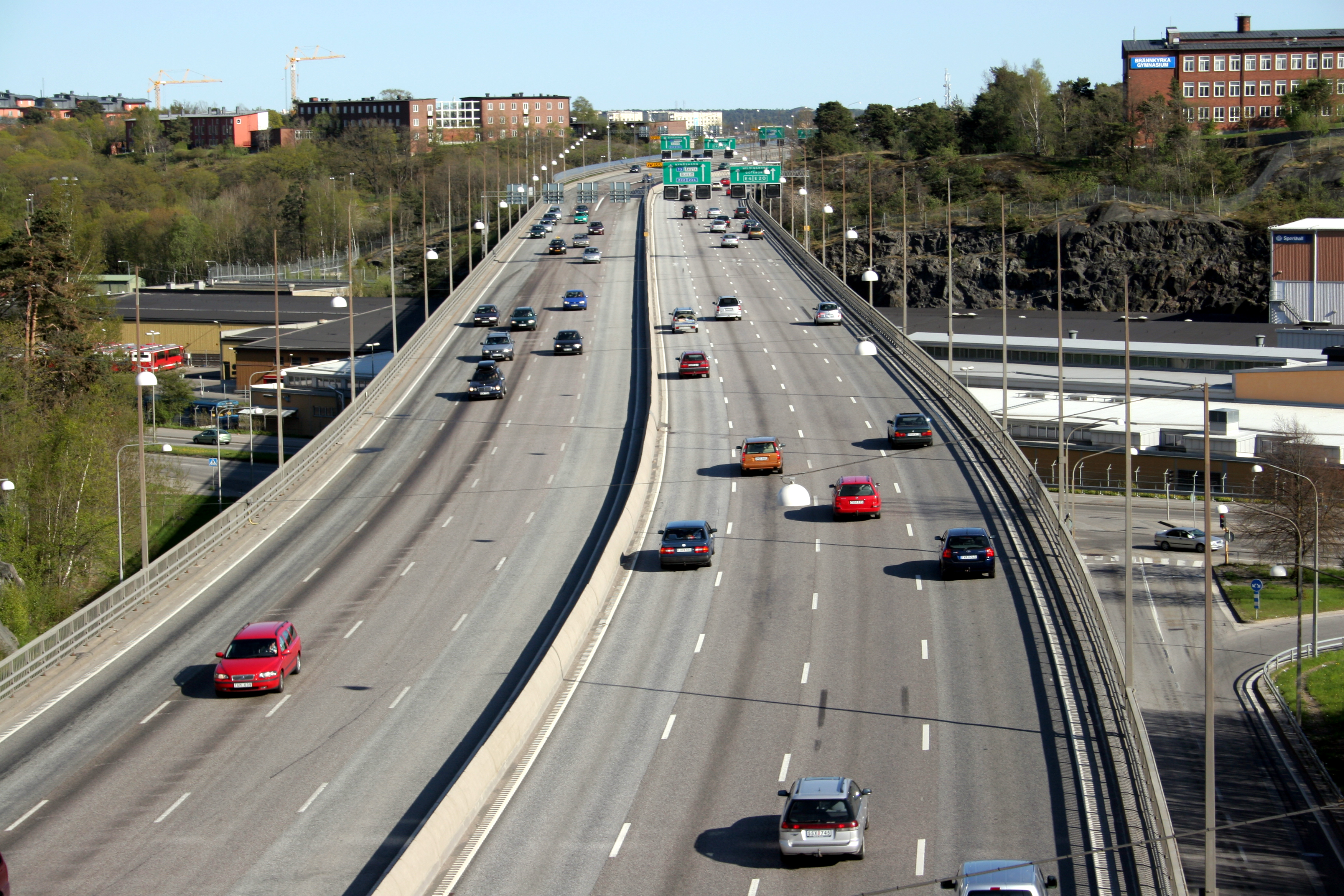
L'impact du tracé d'une autoroute (compétence de l'État) sur le territoire communal ne fait pas partie des sujets sur lesquels les autorités locales peuvent interroger les habitants concernés mais depuis 2016 l'État le peut (infra)

L'article 72-1 a été introduit dans la Constitution par la loi constitutionnelle du 28 mars 2003 sur l'organisation décentralisée de la République, complétée pour ses modalités par la loi organique 2003.705 du 1er août 2003 (LO1112-1 et suivants du code général des collectivités territoriales), complétée par la loi organique no 2013-1114 du 6 décembre 2013, avec une entrée en vigueur au 1er février 2015.
- Droit de pétition : les électeurs de chaque collectivité territoriale peuvent, par l'exercice du droit de pétition, demander l'inscription à l'ordre du jour de l'assemblée délibérante de cette collectivité d'une question relevant de sa compétence (art. 72-1 al. 1).
- Initiative du référendum : toute collectivité territoriale par délibération de son assemblée (art. 72-1 al. 2)
- Domaine référendaire : les projets de délibération ou d'acte relevant [très strictement][N 36] de la compétence d'une collectivité territoriale, à l'exclusion des actes individuels (art. 72-1 al. 2).
- Adoption : le CGCT en son article LO1112-7 précise : « Le projet soumis à référendum local est adopté si la moitié au moins des électeurs inscrits a pris part au scrutin et s'il réunit la majorité des suffrages exprimés ». (Le quorum de participation n'existe pas pour les référendums des articles 11 et 89).

Par la conjugaison des deux premiers alinéas de l'article 72-1 (droit de pétition et référendum local), le référendum local s'apparente partiellement à un référendum d'initiative populaire : le droit de pétition serait alors utilisé pour demander l’inscription à l’ordre du jour de l’assemblée délibérante de la question de l’organisation d’une consultation des électeurs. On ne peut toutefois pas réellement parler de référendum d'initiative populaire dans la mesure où l'initiative reste la prérogative de ladite assemblée, la seule obligation étant d'en délibérer.
Ce référendum local est l'une des facettes de la gouvernance locale.

#### Les autres référendums ayant une portée locale
Même si la notion de référendum local n'est apparue qu'en 2003 pour la métropole, il y avait déjà eu en France des applications locales des référendums nationaux pour l'autodétermination des populations appartenant à la France, ainsi que des consultations communales, dont les procédures ont une certaine pérennité.
Les consultations locales :
- Les dispositions qui existaient précédemment à l'introduction du référendum d'initiative locale (art. 72-1), et qui concernaient l'organisation d'une consultation communale à caractère seulement consultatif, en vertu des articles L. 2142-1 et s. du CGCT sont demeurées en vigueur jusqu'en 2005[40],[41] date à laquelle cette possibilité de consultation a été étendue à toutes les collectivités territoriales qui peuvent recueillir l'avis de leurs électeurs sur les décisions que leurs autorités envisagent de prendre pour régler les affaires relevant de leur compétence (article L. 1112-15 et s. du CGCT).
- La loi « Marcellin » du 16 juillet 1971  prévoit la consultation obligatoire des électeurs en cas de fusion de communes (texte codifié dans les articles L2113-1 et suivants du CGCT). Depuis 2010, l’obligation est limitée aux seuls cas où les conseils municipaux concernés ne sont pas tous d’accord[42].
- En 2010, une réforme rend possible la fusion d’une région et des départements qui la composent en collectivité unique. Les assemblées consultatives en prennent l’initiative et le Gouvernement y donne suite si une consultation recueille, dans chacun des départements concernés, l'accord de la majorité absolue des suffrages exprimés, correspondant à un nombre de voix au moins égal au quart des électeurs inscrits (Article L4124-1 du CGCT)[43]. L'obligation de référendum est abrogée par la loi relative à la délimitation des régions, aux élections régionales et départementales et modifiant le calendrier électoral de 2015[44].
- En 2016, la « consultation locale sur les projets susceptibles d'avoir une incidence sur l'environnement » est créée pour que l’État puisse consulter les électeurs d'une aire territoriale déterminée afin de recueillir leur avis sur un projet d'infrastructure ou d'équipement susceptible d'avoir une incidence sur l'environnement dont la réalisation est subordonnée à la délivrance d'une autorisation relevant de sa compétence, y compris après une déclaration d'utilité publique (Articles L123-20 à L123-33 du Code de l'environnement créés par l'ordonnance du 21 avril 2016)[45]. Cela a permis la consultation dite « référendum sur Notre-Dame-des-Landes » en juin 2016 (Cf. infra).

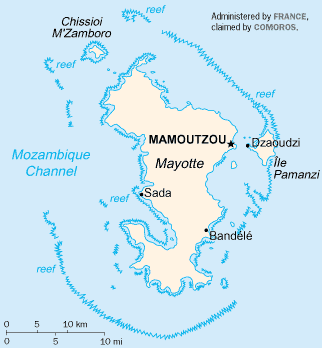
Après les Comores, Djibouti et Mayotte (par deux fois), dans les années 1970, les populations de la Nouvelle-Calédonie furent également consultées en 1987 par l'article 53 (photo de l'île de Mayotte)

Les consultations d'autodétermination institutionnelle : Elles résultent de l'application du principe de libre détermination des peuples posé à l'alinéa 2 du Préambule de la Constitution de 1958. C'est à ce titre qu'a pu être organisée à bon droit à Mayotte en juillet 2000, une consultation en dehors de toute autre procédure,. Par le passé, ont eu lieu des référendums nationaux (pris en application de l'article 11) mais pouvant être considérés comme ayant cette portée locale, bien que plus connus à l'époque sous leur nom générique de « référendum d'autodétermination ». Il s'agit des référendums sur l'autodétermination de l'Algérie du 8 janvier 1961 et sur l'autodétermination en Nouvelle-Calédonie du 6 novembre 1988.
Il existait d'ailleurs des procédures référendaires spécifiques dans la Constitution de 1958, dont l'une subsiste encore :
- Il s'agissait notamment de l’article 86 (abrogé par la révision constitutionnelle de 1995), qui prévoyait le recours au référendum local confirmatif pour toute modification du statut, y compris pour l'indépendance, d'une des collectivités membre de la Communauté française.
- L'article 53 alinéa 3 (toujours en vigueur) prévoit encore que « nulle cession, nul échange, nulle adjonction de territoire n'est valable sans le consentement des populations intéressées ». Cette opération, qui vise également l'hypothèse d'une sécession[50], doit cependant être ratifiée par la loi (art. 53 al. 1). Le référendum sur la Nouvelle-Calédonie prévu en 1998 par les accords de Matignon de 1988 se serait inscrit dans ce cadre[51].

En dehors de l'article 53, les procédures actuelles ont une portée différente : d'une part, si elles s'intéressent toujours à l'évolution institutionnelle, elles ne visent plus explicitement l'hypothèse de l'indépendance envisagée implicitement par le Préambule, mais des aménagements plus ou moins importants ; d'autre part, elles s'étendent aux collectivités territoriales métropolitaines.
- L'article 72-1 alinéa 3 a une nature semblable à celle de l'ancien article 86 concernant l'hypothèse, soit de la création sui generis d'une collectivité territoriale métropolitaine (par opposition à l'Outre-mer), soit de la modification des limites territoriales des collectivités territoriales existantes. Une loi peut ainsi décider de consulter les électeurs de la ou les collectivités concernées.
- L'article 72-4 alinéa 2 a des objectifs semblables à ceux de l'ancien article 86 concernant les collectivités d'Outre-mer. Ainsi, le président de la République peut-il à certaines conditions décider de consulter les électeurs d'une collectivité d'Outre-mer notamment sur une question relative à son organisation, sur une question relative à son statut tel que visé à l'article 72-3 (ce qui laisse toutes les hypothèses ouvertes), ou relative à sa création telle que prévue à l'article 73 al. 7.
- Les articles 76 et 77 sont introduits par une révision constitutionnelle de 1998 faisant suite à l'Accord de Nouméa. Une première consultation locale est organisée en 1998 et approuve l'accord. Celui-ci prévoit au plus trois consultations locales sur l'accession à la pleine souveraineté de l'île, où seules les « populations intéressées de Nouvelle-Calédonie » peuvent voter. Elles sont organisées les 4 novembre 2018, 4 octobre 2020, et 12 décembre 2021, et sont défavorables à l'indépendance (infra). En cas de nouvelle consultation, une révision constitutionnelle sera nécessaire[52].

Ces consultations référendaires n'ont qu'une valeur consultative qui ne lie pas l'avenir. C'est la loi organique qui, une fois l'avis recueilli, le formalisera éventuellement. À l'inverse, elles en sont le préalable obligatoire.

### Le référendum d’intérêt européen (article 88-5)
Il s'agit d'un référendum législatif dont l'objet est spécifique. L'article 88-5 (alinéa unique) a été introduit dans la Constitution par la loi constitutionnelle du 1er mars 2005 en vue de l'adoption du Traité établissant une Constitution pour l'Europe et confirmé par la révision constitutionnelle de 2008 bien que sa suppression ait été envisagée. L'automaticité du référendum est cependant corrigée par le nouvel alinéa 2.

#### Initiative du référendum
Le président de la République (compétence liée) qui peut cependant solliciter du parlement une ratification par le Congrès. Dans ce cas, le parlement en décide par le vote d'une motion en termes identiques par chaque assemblée (article 88-5 al. 2).

#### Domaine référendaire
Tout projet de loi autorisant la ratification d'un traité relatif à l'adhésion d'un État à l'Union européenne [et aux Communautés européennes]. En pratique, la consultation référendaire, dans cette hypothèse, n'était jusqu'ici qu'une des facultés offertes par la voie de l'article 11.

#### Application différée
L'article 88-5, dans sa rédaction actuelle, jusqu'à l'éventuelle entrée en vigueur du Traité établissant une Constitution pour l'Europe (finalement repoussée à l'entrée en vigueur du Traité de Lisbonne), n'était pas applicable aux adhésions faisant suite à une conférence intergouvernementale dont la convocation a été décidée par le Conseil européen avant le 1er juillet 2004. En clair, il s'agit des adhésions futures avec, par exemple, le problème épineux de l'adhésion éventuelle de la Turquie.

## Controverse sur le recours à l’article 11 en matière constituante
Par deux fois, le président de la République Charles de Gaulle a utilisé l'article 11 en lieu et place de l'article 89 normalement prévu pour entreprendre une révision de la Constitution (usage du référendum législatif en tant que référendum constituant).
La décision du général de Gaulle de recourir à l'article 11 dans cette hypothèse déclencha un tollé dans le monde politique (cf. supra) autant que chez les juristes-constitutionnalistes qui, semble-t-il, n'avaient jamais envisagé cette hypothèse. Le Général trouva cependant progressivement des appuis, notamment après son succès de 1962. Mais finalement la querelle n'aura été tranchée que très partiellement par le peuple, car si la tendance actuelle chez les juristes est de conclure à l'inconstitutionnalité, malgré les déclarations de circonstance du président Mitterrand, seule une révision de l'article 11 qui interdirait cette interprétation pourrait définitivement y mettre un terme, dès lors que le Conseil constitutionnel se refuse encore à contrôler son usage. En 1998, le Conseil d'État a néanmoins réaffirmé implicitement, à l'occasion d'une décision touchant à la notion de référendum, que l'article 11 ne peut servir à modifier la Constitution.

### L’objet des révisions engagées par de Gaulle
- En 1962, la révision entreprise concerne l'élection du président au suffrage universel direct. C'est sans doute, complétée depuis par la révision de 2000 (quinquennat), la révision majeure du régime et on pressent déjà qu'elle va confirmer à l'époque l'évolution du régime vers un régime parlementaire semi-présidentiel, c'est-à-dire, un régime singulier où le président de la République domine, même si toutes les autres caractéristiques du régime parlementaire sont conservées (ce qui constitue une alchimie propre à la France). Le projet de loi sera largement plébiscité, ce qui sera censé faire jurisprudence et avaliser ce recours direct à l'article 11.
- En 1969, la révision porte sur la réforme du Sénat et la création des régions en tant que collectivité territoriale. La révision sera au contraire rejetée, ce qui conduira à la démission volontaire du Général.

Les deux thèses en présence, dont beaucoup d'arguments qu'elles présentent sont réversibles, peuvent se résumer très partiellement ainsi :

### La thèse gaullienne en faveur de l'utilisation directe de l'article 11

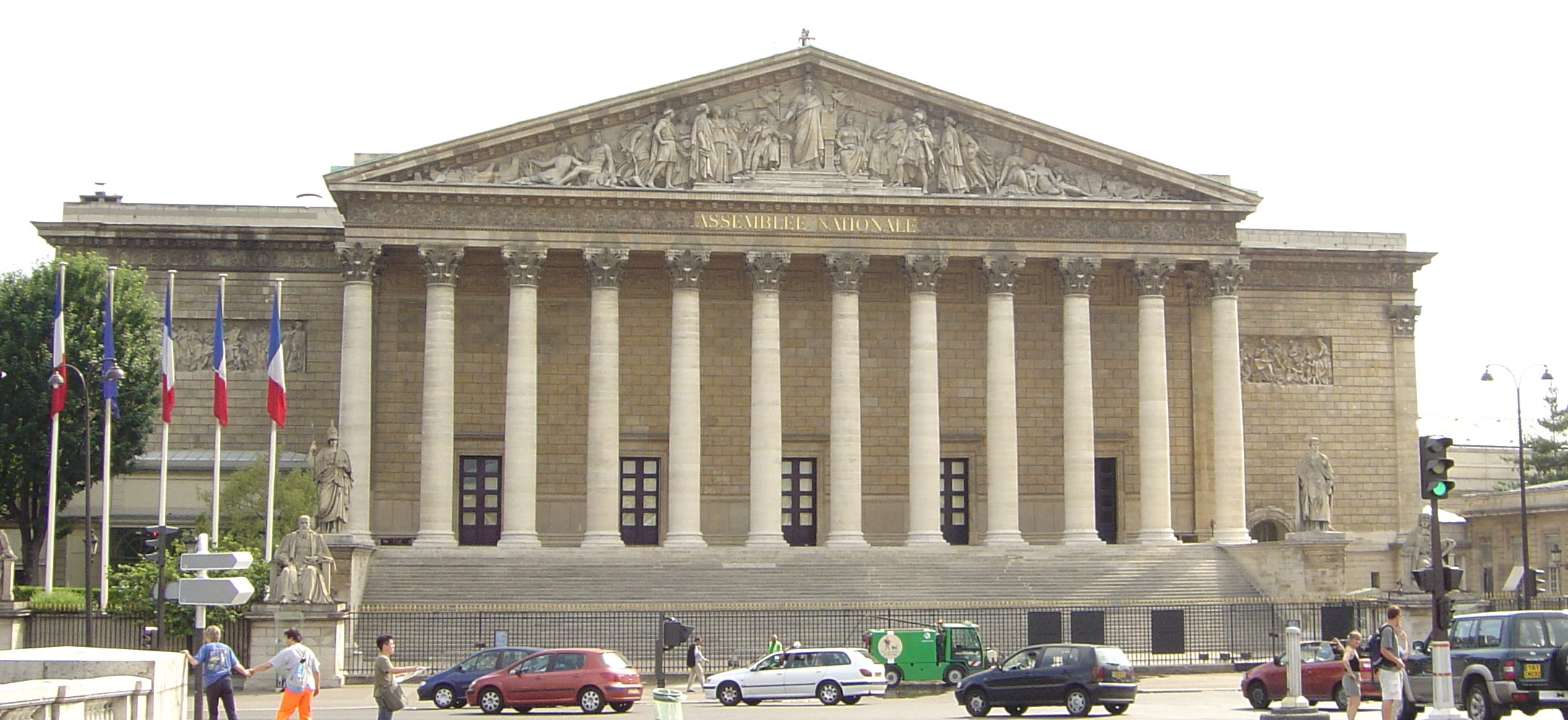
De Gaulle concevait le référendum comme le moyen de contourner le Parlement par un appel direct au peuple (Palais Bourbon - Paris)

#### Dans la forme
De Gaulle qui connaissait l'hostilité du Parlement à une réforme qui le dessaisissait de sa participation à l'élection présidentielle, trouve dans le recours direct à l'article 11 le moyen d'éviter la phase parlementaire qui constitue le préalable obligé à la ratification populaire devant conclure la procédure de révision prévue à l'article 89. C'est sans doute là sa motivation essentielle. En effet, par essence, le référendum est pour lui un moyen indiqué d'en appeler directement au Peuple-Arbitre, souverain suprême, pour contourner un désaccord avec ses représentants.

#### Sur le fond
- De Gaulle invoque le principe parfaitement binaire de l'article 3 qui met la souveraineté populaire à égalité avec la souveraineté représentative, ce qui permet une alternative à l'article 89. En complément est invoquée la formulation de l'article 11 : « tout projet de loi portant sur l'organisation des pouvoirs publics ». Le général en déduit qu'un projet de loi constitutionnelle ne saurait être exclu (« tout projet »), d'autant que son objet concerne bien l'organisation des pouvoirs publics ;
- Les constitutionnalistes qui soutinrent de Gaulle firent remarquer, entre autres, que l'on pouvait difficilement critiquer le recours direct au peuple, identifié au pouvoir constituant originel, concevant mal que l'on puisse faire prévaloir le pouvoir constituant dérivé incarné par le Parlement qui, comme le souligna le Premier ministre Pompidou, ne saurait pouvoir disposer d'un veto sur le peuple ;
- Une autre thèse plus technique défendue par le professeur Lampué conclut que, puisqu'il est admis que l'article 11 peut se substituer de facto aux procédures d'adoption législative prévues aux articles 45 et 46 (qui ne mentionne pourtant pas cette hypothèse) en matière de lois ordinaires et de lois organiques, il est difficile de ne pas accepter qu'il se substitue aussi à l'article 89 en matière de lois constituantes.

### La thèse de l'inconstitutionnalité
Le procédé dans son principe, comme l'argumentation gaullienne, ont été beaucoup critiqué, y compris dans un avis du Conseil d'État, même si de grands noms comme les professeurs Duverger et Vedel évoluèrent après 1962. En particulier, on fit remarquer notamment sur le terrain de l'exégèse :
- que la Révision constitutionnelle fait l'objet du titre XIV de la constitution, sous lequel se trouve l'article 89, article unique dont c'est l'objet spécifique ;
- or, si l'article 11 avait entendu faire exception, il y serait fait mention dans le corps de l'article, comme cela est explicitement le cas pour l'article 85 (aujourd'hui abrogé) qui prévoyait justement une procédure dérogatoire de révision visant l'ancienne Communauté française ;
- de même, si le constituant avait entendu permettre à l'article 11 d'agir en matière constituante, il n'aurait pas été prévu qu'il soit implicitement nécessaire de procéder à une révision constitutionnelle préalable avant la ratification, par ce référendum, d'un traité éventuellement contraire à la constitution ;
- de même encore, puisque la Constitution prohibe l'usage de l'article 89 en cas d'« atteinte à l'intégrité du territoire » pour interdire, en fait, une révision sous influence, il serait curieux dans ce cas de permettre une révision par l'article 11 qui, lui, n'est pas visé par cette prohibition ;
- en outre, l'article 89 prévoit une phase d'adoption parlementaire nécessairement précédée d'un débat. Or si le constituant avait entendu prévoir une alternative à la révision avec l'article 11 qui n'en prévoit pas (à l'époque), l'hypothèse de la garantie qu'est censé apporter ce débat devient absurde ;
- on fit remarquer également qu'il fallait distinguer les pouvoirs publics constitutionnels (éminents) du ressort du constituant, des pouvoirs publics qui lui sont subordonnés, uniquement visés en réalité à l'article 11 parce qu'ils sont justement du domaine de la loi (art. 34);
- surtout, la superposition au sein de l'article 89 du pouvoir constituant dérivé (phase parlementaire) puis du pouvoir constituant originel (ratification référendaire) est en cohérence avec le principe de l'article 3 évoquant simultanément, et dans cet ordre, ces deux sources de souveraineté ;
- enfin, si coutume il y avait à la suite de la ratification populaire de 1962, coutume il n'y a plus avec l'échec de 1969, d'autant que pour la majorité des juristes les éléments constitutifs de la coutume n'ont jamais été réunis[N 40].

## Limites des référendums de laVeRépublique
Les faiblesses de la procédure référendaire introduite en 1958, partiellement évoquées ici lors de la présentation de chaque procédure (cf. supra), étaient en grande partie soulignées dès l'origine par le professeur René Capitant. Quelques-unes n'ont pas échappé à la Commission Vedel mise en place par le président Mitterrand en 1992 pour faire des propositions d'ensemble sur les réformes constitutionnelles à envisager, ni au Comité Balladur créé en 2007 par le président Sarkozy dans un but similaire. Si la plupart des propositions de la commission sont restées lettre morte, et que la mise en application de celles du comité est encore attendue, elles seraient vraisemblablement insuffisantes pour faire perdre aux différents référendums de la Ve République leur caractère relativement restreint, caractéristique d'un instrument de démocratie semi-directe. On note cependant une extension jurisprudentielle de l'intervention du juge constitutionnel et les avancées de la réforme de 2008.

### Étendue limitée de leur domaine

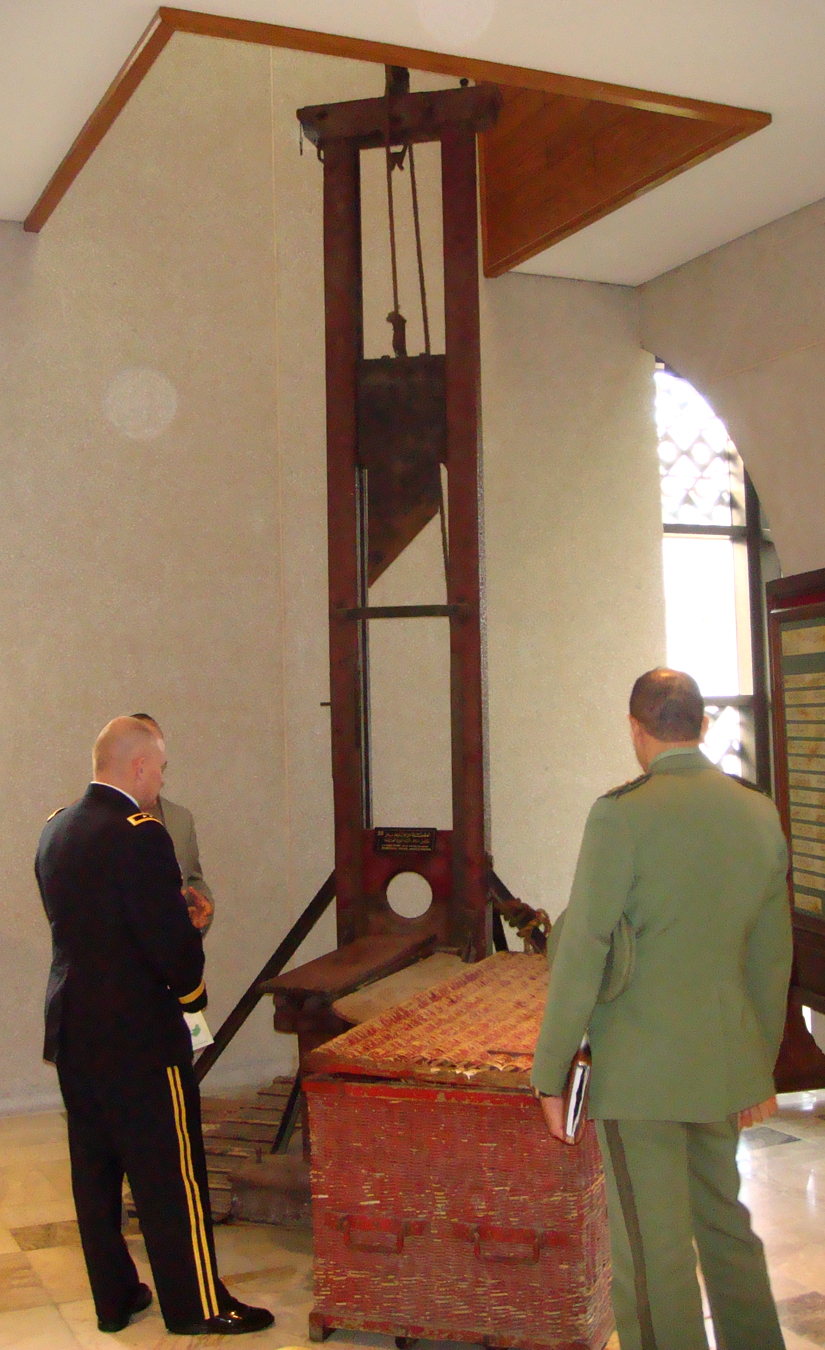
En théorie, un grand sujet de société tel l'abolition de la peine de mort n'entrerait toujours pas dans le domaine du référendum législatif. Pourtant, constitutionnalisée en 2007 par la voie parlementaire, l'abolition aurait pu l'être par le référendum constituant

#### Le domaine législatif
Déjà fortement borné par l'article 34, le domaine législatif se voit, dans l'article 11, réservé à des questions limitativement énumérées (cf. supra), dont sont encore exclues, par exemple, les questions de société, même depuis la révision de 2008. À l'origine il était prévu de viser plus largement les questions fondamentales de la vie de la nation. À cet égard les révisions du 4 août 1995 et du 23 juillet 2008, qui ont ajouté les domaines de « la politique économique sociale et environnementale (…) et des services publics concernés », apparaissent encore insuffisantes. Dans les propositions synthétiques annexées au rapport qu'elle a rendu en 1993, la commission Vedel préconisait l'extension du référendum également aux libertés publiques (quatrième proposition). Mais la pratique a montré qu'il était possible sans craindre aucun contrôle juridictionnel d'utiliser l'article 11 hors de son domaine, y compris en matière constituante, même si, dans cette dernière hypothèse, le risque qu'il en soit ainsi dans le futur paraît faible malgré la proposition récurrente d'interroger les Français sur la convocation d'une assemblée constituante destinée à amender ou changer de constitution, conformément à la pratique gaullienne de l'article 11 (contestée) de 1962 et 1969 (infra). Nonobstant le fait que le juge constitutionnel semble vouloir accroître son contrôle a priori sur le décret de déclenchement du référendum (cf. infra), au moins d'ici là le texte peut-il être largement interprété : la notion même de pouvoirs publics était d'ailleurs conçue dans cet esprit ; de plus, la notion de service public touche nécessairement, par exemple, à certaines libertés publiques; enfin, certains voudraient voir dans le mot « sociale », ainsi détaché du corps de phrase faisant l'objet de l'extension de 1995, l'hypothèse de pouvoir traiter des problèmes de société,. Cependant, le projet de réforme des institutions adopté en conseil des ministres le 28 août 2019 prévoit clairement l'extension du champ du référendum aux « questions de société » et à l'organisation des pouvoirs publics « nationaux ou territoriaux ».

#### Le domaine constitutionnel
Il est normalement l'objet de l'article 89. Il est relatif à la seule révision du texte constitutionnel en vigueur. Il est théoriquement limité à des réformes qui ne soient pas en contradiction avec la forme républicaine de la constitution mais, pareillement, aucun organe ne peut à ce jour empêcher qu'il en fut autrement ou qu'il soit procédé à la révision de l'article 89 lui-même sur ce point. La Commission Vedel préconisait, sous le contrôle du Conseil constitutionnel, la limitation du référendum au domaine infraconstitutionnel (cinquième proposition). Le Comité Balladur, pour sa part, s'est intéressée à la démocratisation et à l'effectivité de la procédure référendaire de l'article 89 sans dire mot de son domaine (cf. supra). À noter qu'en 1995 est abrogé l'article 85 qui prévoyait une procédure particulière pour la révision des institutions communes à la défunte Communauté française.

#### Les affaires locales
Apparu timidement en 1992 sous la forme d'une simple consultation à l'échelon de la commune (toujours en vigueur) et bien qu'étendu en 1995 aux fusions de communes, le référendum local n'a vraiment été consacré qu'en 2003, à l'article 72-1 de la Constitution. Cette possibilité est étendue à toutes les collectivités territoriales. Mais son domaine, comme celui des consultations locales (art. L1112-15 et s. du CGCT), est étroitement limité aux affaires qui sont strictement de la compétence de la collectivité concernée. Entre autres, il ne saurait y avoir de référendum local sur les différents tracés possibles d'une autoroute traversant le territoire communal, ou concernant l'impact environnemental du trafic poids lourds sur le territoire communal, pas plus que sur le droit de vote et d'éligibilité des étrangers extracommunautaires aux élections locales ou sur les OGM car ce sont des questions relevant de la compétence de l'État, même si ce dernier dispose désormais depuis 2016 d'une possibilité de consulter lui-même les habitants d'un territoire sur l'impact environnemental d'un projet d'infrastructure ou d'équipement (art. L123-20 et s. du code de l'environnement) et, qu'en outre, il envisage dans la réforme des institutions présentée en 2019 la possibilité d'interroger les français sur l'organisation des pouvoirs publics territoriaux (extension de l'article 11). En pratique, cela peut sembler restreindre considérablement les possibilités des collectivités territoriales d'interroger directement leurs habitants. A défaut d'un référendum, l'idée d'une Revue d'Initiative Citoyenne pourrait être envisagée.

#### Le domaine international
Il est envisagé au travers l'article 11 qui prévoit que puisse être ratifié un traité par cette voie, ainsi que dans le nouvel article 88-5 (révisions du 1er mars 2005 et juillet 2008) s'agissant spécialement des traités d'adhésion à l'Union européenne. Dans les deux cas, cela reste cependant une alternative à la discrétion du président, la nouvelle rédaction de l'article 88-5 s'étant rapprochée sensiblement sur le fond de l'article 11 sur ce point. Aucun autre acte ou décision en matière d'affaires étrangères, comme d'entériner le projet de signer un traité, de mener des négociations, d'engager les forces militaires dans une opération extérieure ou d'envisager un état de belligérance, ne sont du ressort du référendum. En 1993, la Commission Vedel préconisait seulement que l'article 11 soit étendu aux traités sur l'organisation internationale (quatrième proposition). Par ailleurs, outre l'article 53, on peut trouver dans l'article 72-4 touchant aux collectivités d'Outre-mer et à l'article 76 visant spécialement la Nouvelle-Calédonie, un résidu du référendum d'autodétermination si les questions posées aux électeurs, le cas échéant, ont ce caractère.

### Absence d'initiative populaire

#### L'initiative
- Elle est marquée par l'exécutif : Selon le texte, même lorsque la proposition peut provenir du Parlement (article 11 et article 89), le dernier mot de l'initiative revient au président de la République qui seul peut déclencher le référendum, soit parce qu'il s'agit d'un pouvoir dispensé du contreseing (article 11), soit qu'il l'obtient d'autorité lorsqu'il est nécessaire (article 89) sauf hypothèse de cohabitation. En pratique, l'initiative parlementaire est d'ailleurs généralement étouffée dans l'œuf (supra) ou, exceptionnellement absorbée par l'exécutif comme dans le cas de la réforme du quinquennat. On rappellera également la pratique post-gaullienne consistant à éviter soigneusement d'interroger le peuple en matière constituante (sauf justement en 2000). L'initiative populaire en matière législative, régulièrement envisagée sous forme pétitionnaire, soit avec l'effet direct de déclencher le référendum, soit pour saisir le Parlement afin qu'il en décide, est restée lettre morte à ce jour, même si l'idée est relancée fin 2018 par le mouvement des Gilets jaunes (supra) qui revendique un référendum d'initiative citoyenne. La réforme de 2008 n'introduit en effet qu'une procédure d'initiative parlementaire dite du « référendum d’initiative partagée » (correspondant au « référendum d'initiative minoritaire » déjà préconisé par la Commission Vedel, puis le Comité Balladur qui en avait fait sa proposition no 67). Il s'agit en effet d'une initiative parlementaire minoritaire (un cinquième des membres du parlement) devant être soutenue par une pétition populaire importante (un dixième des électeurs inscrits sur les listes électorales, soit environ 4,7 millions d'électeurs) ; des conditions déjà difficiles à remplir. En outre, le peuple n'a de chance d'être réellement interrogé que si le Parlement n'« examine » pas le texte dans les délais prescrits par la loi organique. Si toutefois le Parlement ne le fait pas - et seulement dans ce cas - le président de la République doit soumettre la proposition de loi à référendum, dans le délai prévu par la loi organique. À souligner que le droit de pétition était déjà apparu au niveau local à l'article 72-1, mais seulement pour solliciter l'examen d'une question par l'assemblée délibérante locale. Cependant, rien n'empêche celle-ci de décider consécutivement d'un référendum local (cf. supra).
- Encadrement de l'initiative minoritaire et du droit à pétition : en application de la révision de l'article 11 intervenue en 2008, la loi organique du 6 décembre 2013 prévoit la voie électronique pour le recueil du soutien de 10 % du corps électoral. En outre, il précise la portée du terme « examiner » utilisé dans l'article 11 modifié : il implique l'obligation que le texte fasse l'objet d'une lecture dans chaque assemblée, et ce dans un délai de six mois[36]. Le terme lecture impliquant généralement un débat puis un vote (mais le débat peut être tronqué, et le vote ne concerner que l'opportunité de discuter du texte, selon la procédure de motion de rejet préalable assimilée par le Conseil Constitutionnel à une lecture[68]. Par conséquent, les parlementaires des deux chambres peuvent rejeter le texte sans craindre d'issue référendaire, du moins dans le cadre du troisième alinéa de l'article 11, rien n'étant précisé sur la possibilité pour le président de la République de soumettre le texte en application du premier alinéa du même article. La procédure introduite par la révision de 2008 diffère sur ce point de celle envisagée par le Comité Vedel, qui prévoyait une condition d'« adoption » et non une simple condition d'« examen ». Enfin, le projet de loi organique impose au président de la République un délai de quatre mois pour la soumission du texte à référendum, si les conditions susmentionnées sont remplies ; ce qui est peu probable, le parlement n'étant pas prompt à se dessaisir et, dans le cas contraire, on sait déjà par ailleurs que l'inaction du président n'est entravée par aucune sanction[N 45].
- Évolution de l'initiative populaire à la suite du mouvement des gilets jaunes : La procédure d'initiative parlementaire (dite initiative partagée) introduite en 2008, applicable depuis 2015, n'avait jamais été activée jusqu'à ce qu'un groupe de 218 députés (le minimum requis est de 185) l'engagent à la surprise générale le 9 avril 2019 pour s’opposer à la privatisation du groupe ADP (Aéroports de Paris) ; ce qu'accepte le conseil constitutionnel, la loi contestée ayant bien été votée, mais pas encore promulguée, ce qui dans le cas contraire aurait invalidé l'initiative parlementaire qui ne pouvait intervenir au minimum qu'un an après[69],[70]. Il est cependant alors jugé peu probable que la pétition recueille le nombre important de signatures requis et encore moins que les français soient consultés par référendum. Dans sa conférence de presse du 25 avril 2019, le président Macron ne retient pas l'idée du référendum d'initiative citoyenne (RIC) censé, selon lui, « remettre en cause la démocratie représentative » mais souhaite ouvrir la procédure dite du référendum d'initiative partagée en permettant à seulement 1 million de citoyens pétitionnaires de saisir le Parlement (au lieu de 4,7). En outre, il compte développer l'initiative populaire au niveau local[71]. Le projet de réforme des institutions adopté au conseil des ministres du 28 août 2019 confirme effectivement le chiffre de 1 million et abaisse également le soutien des parlementaires à un dixième des membres du Parlement (contre un cinquième actuellement)[25]. En octobre 2021, Jean Lassalle enregistre à l'assemblée nationale une proposition de révision constitutionnelle instaurant le référendum d'initiative citoyenne constituant[72]. Les citoyens pourraient ainsi sans interaction avec les représentants déclencher un référendum pour une proposition de révision constitutionnelle, s'ils arrivent à recueillir 700 000 signatures. Une semaine avant le premier tour des élections présidentielles 2022, Jean Lassalle s'engage devant notaire à donner tous ses biens s'il n'organise pas un référendum une fois élu permettant de décider de l'instauration du RIC Constituant[73].

#### Le choix du moment
C'est une question étroitement dépendante de l'initiative dominée par l'exécutif mais élargie à la possibilité théorique offerte par la réforme de 2008. En outre, la constitution énumère les circonstances au cours desquelles il n'est pas possible d'engager la procédure de référendum qui sont prévues aux articles 11 et 89 (cf. supra). Ces empêchements sont néanmoins compréhensibles, en soi, et dès lors que le référendum est la seule affaire de l'exécutif en pratique.

#### Le choix de la question
Actuellement, lors d'un référendum, les votants ne se prononcent que sur une seule question. Le choix de la question ainsi que sa formulation sont étroitement dépendants de l'initiative dominée par l'exécutif, mais théoriquement étendue sur ce point à la possibilité pétitionnaire offerte par la réforme de 2008. De plus, il faut préciser, s'agissant des référendums de l'article 11 et 89 notamment, que la question doit recouvrir uniquement la possibilité d'adopter un texte, en forme législative ou constitutionnelle (selon) et il ne peut être proposé qu'un seul texte au choix des électeurs (et non deux, par exemple). En outre, il a souvent été constaté, en pratique, que la question pouvait être ambiguë (référendums plébiscitaires gaulliens) ou complexe (ratification d'un traité), ce qui mériterait un contrôle juridictionnel, d'autant que la question peut être inconstitutionnelle. Toutefois, depuis 1987, la jurisprudence du Conseil constitutionnel va dans le sens d'un contrôle de l'exigence de clarté, ce qui suggère aussi qu'il ne devrait y avoir qu'une seule question identifiable sans ambiguïté et de compréhension simple. À noter, cependant, la réflexion en 2019 portant sur l'éventualité d'un référendum à choix multiples. Enfin, depuis la révision de 1995 concernant l'article 11, lorsque l'initiative du référendum est gouvernementale (toujours le cas en pratique), il doit désormais y avoir un débat devant chaque assemblée (art. 11 al. 2), ce qui est censé éclairer le peuple, à la fois sur la question posée et ses enjeux. Cela était déjà le cas en matière constituante puisque le référendum n'intervient théoriquement qu'en second lieu après son adoption parlementaire (sauf dans la pratique gaullienne).

#### La contestation du résultat
Si tout citoyen peut être scrutateur et participer au dépouillement, la contestation du résultat incombe uniquement au représentant de l'État dans le département ou la collectivité équivalente. Mais ce dernier à la faculté de prendre en compte la réclamation d'un électeur dès lors qu'elle est régulièrement inscrite au procès-verbal du bureau de vote.

### Usage et modalités peu ou mal contrôlés

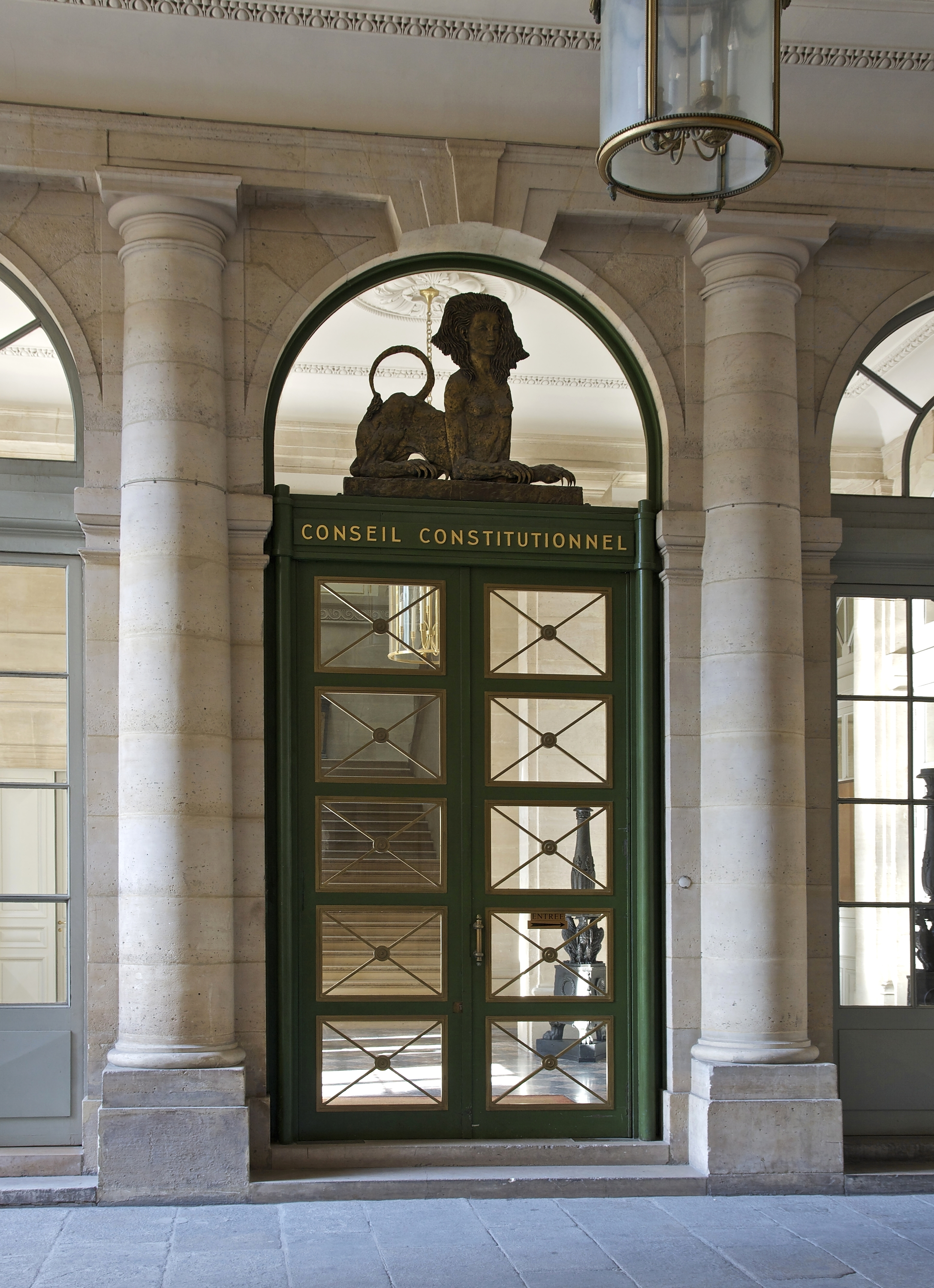
Le souhait récurrent de voir le Conseil constitutionnel exercer un meilleur contrôle sur la procédure référendaire amène ce dernier à infléchir progressivement sa jurisprudence

#### La légalité du décret de déclenchement ne peut encore être contestée au fond
Le conseil d'État refuse d'en connaître en vertu de la théorie des actes de gouvernement. À ce titre il était impossible de sanctionner la légalité du déclenchement du référendum, tant à l'égard de ses conditions de fond, qu'à l'égard de ses conditions de forme, à commencer par l'usage du bon article constitutionnel (cas de la réforme constitutionnelle engagée en 1962 et 1969 par l'article 11). En 1993, la Commission Vedel préconisait qu'il y ait un contrôle préalable par Conseil constitutionnel (rappel). Depuis 2000, le Conseil constitutionnel admet de faire un contrôle formel du décret convoquant les électeurs, sa décision confirmatoire de 2005 laissant à penser qu'il pourrait aller plus loin.

#### La loi référendaire est incontrôlable
Par deux fois (1962 et 1992) le Conseil constitutionnel a confirmé sa position (cf. infra) consistant à refuser de contrôler l'exercice de la souveraineté du peuple. L'illégalité du déclenchement, pour quelque raison que ce soit, y compris des raisons d'inconstitutionnalité, ne peut donc être sanctionnée, ni avant, sous réserve des avancées observées à ce stade (cf. supra), ni après le référendum, même via une Question prioritaire de constitutionnalité pour un référendum législatif. Le peuple est censé avoir avalisé un éventuel manquement. Seule la constitutionnalité, d'une part, d'un traité soumis à ratification par la voie référendaire (cas notamment pour les Traités européens en pratique) (art. 11 al. 1 implicitement) et, d'autre part, d'une « proposition » de loi référendaire telle que prévue par la révision de juillet 2008 (art. 61 al. 1), doit être contrôlée auparavant.

#### Le contrôle minimum des opérations référendaires
Bien que l'article 60 prévoit que le Conseil constitutionnel « veille à la régularité des opérations référendaires », la haute juridiction limitait avant 2000 (cf. supra) son contrôle aux seules réclamations formulées à l'issue du vote et relative au seul déroulement du scrutin. En l'espèce, ni l'exposé des motifs du projet de loi adressé aux électeurs, ni les documents électoraux joints ne peuvent faire l'objet du contrôle qu'ils mériteraient, compte tenu de leur caractère généralement parcellaire et orienté. Le Conseil constitutionnel refusant jusque-là de connaître des actes préparatoires ils étaient contrôlés, à défaut, et de manière limitée, par le Conseil d'État. Toutefois, en 2005 le Conseil constitutionnel admet le contrôle formel de ces opérations et laisse à penser qu'il pourrait aller plus loin. Reste que l'on évoque ici des opérations de vote traditionnelles avec dépôt physique d'un bulletin dans l'urne, à l'heure où existe le vote électronique et où pointent des velléités de mettre les nouvelles technologies au service des votations (Internet, smartphone, etc.).

#### L'encadrement de la campagne référendaire est délicat
Faute d'avoir été prévues initialement, les règles se sont progressivement imposées par la pratique. Les modalités touchant à l'organisation de la consultation référendaire et au déroulement de la campagne électorale font désormais l'objet de directives de la part du Conseil constitutionnel. Pour déterminer les formations politiques qui auront le droit de participer à la campagne officielle, les principes suivants, bien que parfois contestés, sont retenus : deux heures d'antennes TV et deux heures d'antenne radiophonique à se partager, au prorata de leurs effectifs, entre les formations ayant au moins 5 députés ou 5 sénateurs; cinq minutes pour chacune des autres formations, ayant obtenu au moins 5 % des suffrages aux élections européennes. Mais la campagne officieuse, qui est celle qui a le plus d'impact sur l'électorat, fait seulement l'objet de recommandations de la part du CSA, bien que ce dernier tente de faire respecter des usages de bonne conduite et des temps de parole équitables, en faisant connaître ses observations. Il s'agit cependant d'un problème commun à toutes élections dont l'application est seulement, ici, plus délicate en raison de positionnements politiques sur la question posée qui, généralement, ne respectent pas les clivages partisans. À noter la réforme introduite par la loi organique du 25 avril 2016 pour réglementer le temps de parole et le temps d'antenne en vue de la campagne présidentielle de 2017 dont les principes, à l'appréciation du CSA, pourraient être adaptés en matière référendaire : notion d'équité à la place de l'égalité (déjà le cas en pratique) et prise en compte des sondages d'opinion et de la contribution d'un candidat à l'animation de la campagne. La représentation du vote blanc, qui malgré la loi de 2014 (supra), n'influe pas le résultat, est donc sans objet.

## La portée relative des lois référendaires de laVeRépublique
De même qu'un vote référendaire peut réformer tout ou partie d'une loi parlementaire ou d'une délibération locale, la réciproque est vraie. On pourrait exciper du principe du parallélisme des formes. Pourtant, ni le droit, ni la pratique ne vont dans ce sens.

### Juridiquement
La matière référendaire n'est pas sanctuarisée. Ceci est conforme à l'article 3 de la constitution qui met sur le même pied la souveraineté populaire et la souveraineté représentative, même si le Conseil constitutionnel les départage en relevant qu'il ne saurait contrôler un référendum parce qu'il est « l'expression directe de la souveraineté nationale » ce qui semble démonter qu'il accorde à la loi référendaire une valeur supérieure à la loi parlementaire ; conclusion toutefois démentie par le Conseil constitutionnel lui-même.
Ainsi, dans les cas de l'article 11, 72-1, et 89, les résultats d'un référendum peuvent être défaits sans recours à un nouveau référendum :
- par une loi (simple ou organique selon le cas) pour modifier une loi référendaire consécutive à l'usage normal de l'article 11 dans le domaine législatif ;
- par une loi constituante approuvée par le Congrès (plutôt que par référendum) en vertu de l'article 89, pour réformer des révisions constitutionnelles ayant été adoptées, soit par le référendum concluant normalement l'article 89, soit par le référendum de l'article 11 (période gaullienne) ;
- par une nouvelle délibération de l'assemblée locale agissant sur le sujet ayant fait l'objet d'un référendum de l'article 72-1.

Tel est le principe du pouvoir législatif partiellement partagé au niveau national, entre le peuple (référendum législatif) et ses représentants (vote de la loi), le premier, privé de l'initiative, ayant au surplus un champ d'intervention plus réduit (supra).
En outre, rien n'interdit de poser une question semblable lors d'un second référendum pour anéantir le résultat du premier. La portée du vote référendaire serait donc, sinon provisoire, du moins temporaire dans cette hypothèse.
Pour les autres consultations référendaires de portée locale, on rappellera leur caractère seulement consultatif qui ne lie pas l'autorité censée n'avoir requis qu'un avis. Ses décisions ultérieures peuvent donc contredire le résultat de la consultation. À l'inverse on ne voit pas bien comment on pourrait revenir sur une adhésion à l'Union européenne, acquise par le référendum de l'article 88-5, une fois accomplie.

### En pratique
Même si l'on peut estimer qu'il est dangereux politiquement pour un élu de modifier, voire de supprimer, une loi référendaire qui exprime la volonté du peuple, l’histoire montre que le respect de cette dernière est parfois toute relative et ce, en dehors même du fait que, dès lors qu'intervient une révision par la seule voie parlementaire, elle contredit de facto le texte originel ratifié initialement par les Français.
Ainsi, sur huit référendums par la voie de l'article 11, cinq souffrent des observations suivantes :
En 1962, les Français ont adopté des dispositions concernant le statut du président de la Républiqueproposées au référendum par le général de Gaulle. L'histoire retient qu'il s'agissait principalement de l'élection du chef de l'État au suffrage universel direct visé à l'article 6 de la constitution. Cependant la loi référendaire adoptée visait également un aménagement consécutif de l'article 7. Cet article 7 a pourtant été réaménagé par une révision parlementaire en 1976 pour prévoir les différentes hypothèses consécutives à l'empêchement ou au décès d'un candidat lors du processus conduisant à l'élection d'un nouveau président. Il ne s'agit toutefois que de dispositions techniques.

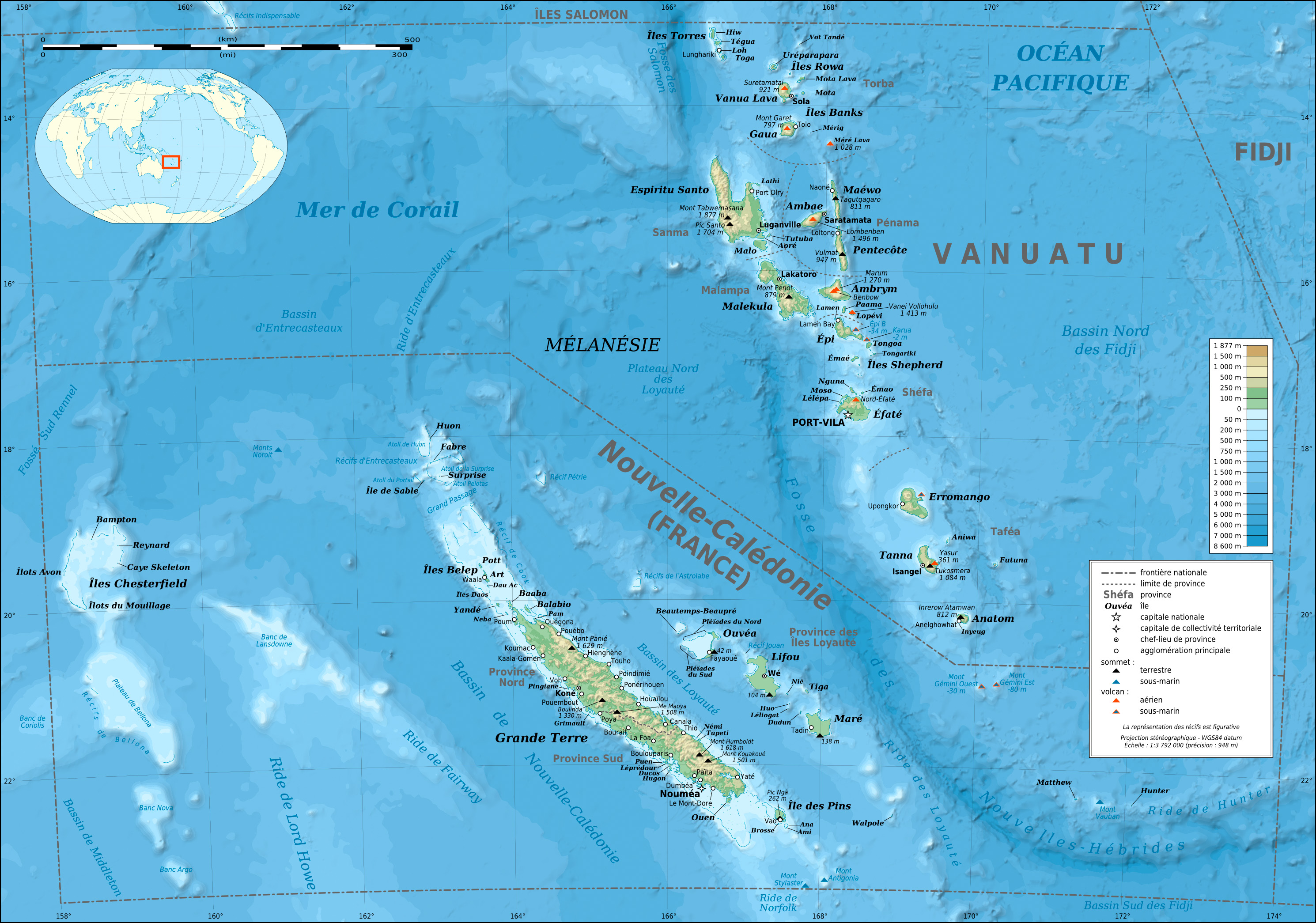
Appelés à se prononcer sur le statut de la Nouvelle-Calédonie, les Français n'envisageaient pas son indépendance

En 1969, les Français ont rejeté la régionalisationproposée au référendum par le général de Gaulle qui, ayant mis son mandat en jeu, a quitté le pouvoir. Pourtant, dès 1972, la région est créée dans les faits, par la voie parlementaire, sous la forme de circonscriptions d'action régionale, chapeautées par un EPR (établissement public régional) et un préfet de région, même s'il faudra attendre 1982 pour la création d'une véritable collectivité territoriale et 2003 pour sa constitutionnalisation. Sur le fond, on observera cependant que le caractère plébiscitaire étant avéré, il n'est pas certain que le peuple se soit clairement prononcé contre la régionalisation, d'autant que le projet référendaire comportait également un volet réformant le Sénat qu'il était difficile de dissocier. L'instauration de la région s'est faite d'ailleurs en dehors de cette dimension, avec la seule préoccupation de relayer la planification et la politique d'aménagement de l'État. Par contre, au moment où la loi de 1972 est votée, le parlement qui n'a pas encore été renouvelé souffre d'une légitimité moins fraîche (1968) que celle qui résulte du référendum (1969). À l'époque, la question n'avait cependant pas vraiment suscité le débat.
En 1988, les Français ont adopté le nouveau statut de la Nouvelle-Calédonieproposé au référendum par le président Mitterrand. Il s'agissait de ratifier les accords de Matignon signés le 26 juin 1988. Mais la situation évoluant, un nouvel accord a été signé le 5 mai 1998 à Nouméa. À la suite de quoi, une loi organique du 19 mars 1999, précédée d'une révision constitutionnelle parlementaire du 20 juillet 1998, a substantiellement modifié ce statut, par exemple, quant aux institutions qui deviennent celles d'une collectivité sui generis aux compétences élargies, quant à la définition du corps électoral appelé à participer aux différentes consultations prévues, et surtout, quant au transfert de souveraineté qui fera l’objet de consultations et qui n'avait jamais été envisagé auparavant.
En 1992, les Français ont ratifié le Traité de Maastrichtsoumis au référendum par le président Mitterrand. Avant le jour du vote, et alors que les sondages en faveur de la ratification se dégradaient, la campagne gouvernementale s'est durcie, sous-entendant, en cas de victoire du non, différentes hypothèses pour passer outre, dont celle d'imiter les danois qui avaient prévu d'organiser un second référendum après l'échec du premier. La ratification acquise de justesse, certains aménagements non négligeables du traité sont décidés deux mois et demi plus tard pour tenir compte notamment des réserves anglaises et danoises. La France signe ensuite en 1997 le traité d'Amsterdam (ratifié par la voie parlementaire) qui amende très sensiblement le traité sur lequel les Français s'étaient prononcés. Toutefois, l'exécutif argue que cette dernière révision, solennisée dans un nouveau traité, s'est faite dans le cadre d'une disposition du traité de Maastricht qui prévoyait la réunion d'une conférence en 1996 pour « adapter » le dit traité notamment aux nouvelles adhésions.
En 2005, les Français ont rejeté le Traité établissant une Constitution pour l'Europeproposé au référendum par le président Chirac. Cette dernière précision n'est sans doute pas innocente pour apprécier la portée du message du peuple, dirigé, pour partie, contre le pouvoir en place, au point que, là encore, on peut se demander quelle était la part réelle du rejet du traité. Nonobstant, la ratification d'un traité semblable a été autorisée par la voie parlementaire le 8 février 2008, même s'il s'agit formellement d'un nouveau traité (traité de Lisbonne) signé en décembre 2007. Celui-ci comporterait d'ailleurs un certain nombre de dispositions différentes, annoncées comme ayant tenu compte des critiques exprimées lors de la campagne référendaire antérieure. Comme obstacle à tout nouveau référendum, est aussi avancé par l'exécutif le fait que le texte du traité, déjà technique en soi, serait en outre incompréhensible aux néophytes, dans la mesure où il s'agit d'une suite d'articles modifiant les textes antérieurs auxquels il faut donc se reporter. Enfin il est observé qu'il ne s'agirait plus d'un texte de nature constitutionnelle mais d'un simple traité « à portée fonctionnelle ». À noter que, contrairement à 1972, le parlement bénéficie de la légitimité la plus fraîche (2007) et que l'on peut estimer, en outre, que les Français ont approuvé par anticipation la voie parlementaire largement annoncée par le président Nicolas Sarkozy lors de sa candidature. Cette fois-ci la question fait cependant polémique de la part du camp de ceux ayant appelé à voter non au référendum qui invoquent un « déni de démocratie ».
En dehors de ces exemples strictement référendaires :
En 2016, la consultation étatique sur le projet d'aéroport du Grand Ouest (dit « référendum sur Notre-Dame-des-Landes »)à l'occasion de laquelle les électeurs concernés se sont prononcés en faveur de la construction du nouvel aéroport le 26 juin 2016. Le 17 janvier 2018, prenant acte de l'impasse consécutive aux errements politiques depuis plusieurs décennies, le Premier ministre Édouard Philippe, appuyé par son ministre de l'Écologie Nicolas Hulot, annonce pourtant l'abandon du projet. À noter qu'au contraire d'un référendum, ce type de consultation régit par le code de l'environnement (art. L123-20 et s.) n'a valeur que d'« avis », bien que le Premier ministre de l'époque, Manuel Valls, avait annoncé son intention de le respecter. Les défenseurs du projet évoquent donc un « déni de démocratie », d'autant que l'ensemble des collectivités locales concernées s'étaient prononcées en faveur du projet et que tous les recours juridiques l'avaient validé,. Avant d'avoir finalement satisfaction, les opposants au projet contestaient les modalités de la consultation.

## Liste des référendums en France

### Nationaux

#### Avant 1958
| Date             | Motif et circonstances                                                           | Résultat (% des exprimés) | Note                                                                               |
| ---------------- | -------------------------------------------------------------------------------- | ------------------------- | ---------------------------------------------------------------------------------- |
| 24 juin 1793     | Constitution du 6 messidor an I                                                  | Oui (99,36)               | Constitution jamais appliquée                                                      |
| 6 septembre 1795 | Constitution du 5 fructidor an III                                               | Oui (95,49)               |                                                                                    |
| 6 septembre 1795 | Décret des deux tiers                                                            | Oui (65,39)               |                                                                                    |
| janvier 1800     | Constitution du 22 frimaire an VIII                                              | Oui (99,95)               |                                                                                    |
| juin 1802        | Sur le consulat viager de Napoléon Bonaparte                                     | Oui (99,77)               |                                                                                    |
| juin 1804        | Référendum sur la constitution de l'an XII                                       | Oui (99,93)               |                                                                                    |
| avril 1815       | Acte additionnel aux constitutions de l'Empire du 22 avril 1815 (les Cent-Jours) | Oui (99,67)               |                                                                                    |
| 21 décembre 1851 | Pouvoirs de Louis-Napoléon Bonaparte                                             | Oui (92,03)               |                                                                                    |
| 22 novembre 1852 | Rétablissement de la dignité impériale en France (Second Empire)                 | Oui (96,86)               |                                                                                    |
| 8 mai 1870       | Projet de Constitution du 20 avril 1870                                          | Oui (82,68)               | Ne sera appliquée qu'un mois dût à la guerre Franco-Prussienne et la fin du régime |
| 21 octobre 1945  | Élection d'une assemblée constituante                                            | Oui (96,37)               |                                                                                    |
| 21 octobre 1945  | Loi constitutionnelle provisoire                                                 | Oui (66,48)               |                                                                                    |
| 5 mai 1946       | Nouvelle constitution                                                            | Non (52,82)               |                                                                                    |
| 13 octobre 1946  | Nouvelle constitution                                                            | Oui (53,24)               |                                                                                    |

#### Après 1958
| Date              | Motif et circonstances                                                           | Résultat (% des exprimés) | Procédure,                           |
| ----------------- | -------------------------------------------------------------------------------- | ------------------------- | ------------------------------------ |
| 28 septembre 1958 | Constitution de la Ve République                                                 | Oui (82,6)                | Loi constitutionnelle du 3 juin 1958 |
| 8 janvier 1961    | Autodétermination en Algérie                                                     | Oui (74,99)               | Article 11 de la Constitution        |
| 8 avril 1962      | Accords d'Évian                                                                  | Oui (90,81)               | Article 11 de la Constitution        |
| 28 octobre 1962   | Élection au suffrage universel du président de la République                     | Oui (62,25)               | Article 11 de la Constitution        |
| 27 avril 1969     | Réforme du Sénat et la régionalisation                                           | Non (52,41)               | Article 11 de la Constitution        |
| 23 avril 1972     | Élargissement de la CEE (Royaume-Uni, Irlande, Danemark et Norvège)              | Oui (68,32)               | Article 11 de la Constitution        |
| 6 novembre 1988   | Autodétermination en Nouvelle-Calédonie                                          | Oui (79,99)               | Article 11 de la Constitution        |
| 20 septembre 1992 | Traité de Maastricht                                                             | Oui (51,04)               | Article 11 de la Constitution        |
| 24 septembre 2000 | Réduction de sept à cinq ans de la durée du mandat du président de la République | Oui (73,21)               | Article 89 de la Constitution        |
| 29 mai 2005       | Traité établissant une constitution pour l'Europe                                | Non (54,67)               | Article 11 de la Constitution        |

### Locaux
| Date                          | Motif et circonstances                                                                             | Résultat (% des exprimés) | Procédure                                             |
| ----------------------------- | -------------------------------------------------------------------------------------------------- | ------------------------- | ----------------------------------------------------- |
| 15 et 16 avril 1860           | Plébiscite sur l'annexion du Comté de Nice (Traité de Turin)                                       | Oui (99,27)               |                                                       |
| 22 et 23 avril 1860           | Plébiscite sur l'annexion de la Savoie (Traité de Turin)                                           | Oui (99,77)               |                                                       |
| 3 novembre 1870               | Plébiscite parisien sur les pouvoirs du gouvernement de la défense nationale                       | Oui (90,05)               |                                                       |
| octobre 1877                  | Rattachement de Saint-Barthélémy                                                                   | Oui (99,71)               |                                                       |
| 30 août et 1er septembre 1940 | Ralliement de la Polynésie française à la France Libre                                             | Oui (99,68)               |                                                       |
| 25 décembre 1941              | Ralliement de Saint-Pierre-et-Miquelon à la France Libre                                           | Oui (98,2)                |                                                       |
| 12 octobre 1947               | Rattachement Tende et La Brigue                                                                    | Oui (92,27)               |                                                       |
| 27 décembre 1959              | Création du territoire d'outre-mer de Wallis-et-Futuna                                             | Oui (94,37)               |                                                       |
| 1er juillet 1962              | Indépendance de l'Algérie                                                                          | Oui (99,72)               |                                                       |
| 19 mars 1967                  | Création du territoire français des Afars et des Issas                                             | Oui (60,60)               |                                                       |
| 22 décembre 1974              | Indépendances des Comores                                                                          | Oui (94,57)               | Loi du 23 novembre 1974,                              |
| 8 février 1976                | Maintien de Mayotte en France                                                                      | Oui (99,42)               | Article 53 de la Constitution,                        |
| 7 mars 1976                   | Départementalisation de Saint-Pierre-et-Miquelon                                                   | Oui (71,1)                |                                                       |
| 14 mars 1976                  | Consultation dans les communes de Orsay et Bures sur Yvette sur la création de la commune des Ulis | Oui (51,87)               |                                                       |
| 11 avril 1976                 | Statut de Mayotte                                                                                  | Non (97,46)               | Article 3 de la loi du 31 décembre 1975               |
| 8 mai 1977                    | Indépendance du territoire français des Afars et des Issas                                         | Oui (99,75)               |                                                       |
| 6 novembre 1987               | Indépendance de la Nouvelle-Calédonie                                                              | Non (98,30)               | Article 53 de la Constitution,                        |
| 6 novembre 1998               | Statut de la Nouvelle-Calédonie                                                                    | Oui (71,86)               | Article 76 de la Constitution                         |
| 2 juillet 2000                | Statut de collectivité de Mayotte                                                                  | Oui (72,94)               | Préambule de la Constitution,                         |
| 6 juillet 2003                | Création de la collectivité unique de Corse                                                        | Non (51,00)               | Article 72-1 alinéa 3 de la Constitution              |
| 7 décembre 2003               | Création de la collectivité unique de Guadeloupe                                                   | Non (72,98)               | Article 73 de la Constitution                         |
| 7 décembre 2003               | Création de la collectivité unique de Martinique                                                   | Non (50,48)               | Article 73 de la Constitution                         |
| 7 décembre 2003               | Création de la collectivité d'outre-mer de Saint-Barthélemy                                        | Oui (95,51)               | Article 72-4 de la Constitution                       |
| 7 décembre 2003               | Création de la collectivité d’outre-mer de Saint-Martin                                            | Oui (76,17)               | Article 72-4 de la Constitution                       |
| 29 mars 2009                  | Départementalisation de Mayotte                                                                    | Oui (95,24)               | Articles 72-4 et 73 de la Constitution                |
| 10 janvier 2010               | Création de la collectivité d’outre mer de Guyane                                                  | Non (70,22)               | Article 72-4 de la Constitution                       |
| 10 janvier 2010               | Création de la collectivité d’outre mer de Martinique                                              | Non (79,30)               | Article 72-4 de la Constitution                       |
| 24 janvier 2010               | Création de la collectivité unique de Guyane                                                       | Oui (57,49)               | Article 73 de la Constitution                         |
| 24 janvier 2010               | Création de la collectivité unique de Martinique                                                   | Oui (68,32)               | Article 73 de la Constitution                         |
| 7 avril 2013                  | Création de la collectivité unique d’Alsace                                                        | Non (42,35)               | Article L4124-1 du CGCT                               |
| 26 juin 2016                  | Projet d'aéroport du Grand Ouest                                                                   | Oui (55,17)               | Articles L123-20 à L123-33 du Code de l'environnement |
| 4 novembre 2018               | Indépendance de la Nouvelle-Calédonie                                                              | Non (56,67)               | Article 77 de la Constitution                         |
| 4 octobre 2020                | Indépendance de la Nouvelle-Calédonie                                                              | Non (53,26)               | Article 77 de la Constitution                         |
| 12 décembre 2021              | Indépendance de la Nouvelle-Calédonie                                                              | Non (96,49)               | Article 77 de la Constitution                         |
| 3 avril 2023                  | Votation parisienne sur les trottinettes en libre-service                                          | Non (89,03)               |                                                       |
| 4 février 2024                | Votation parisienne sur la tarification des SUV                                                    | Oui (54,55)               |                                                       |
| 23 mars 2025                  | Votation parisienne sur l'accélération de la végétalisation de la capitale                         | Oui (66,96)               |                                                       |
| février 2026                  | Référendum sur le nouveau statut de la Nouvelle-Calédonie                                          |                           |                                                       |